# Azulejo

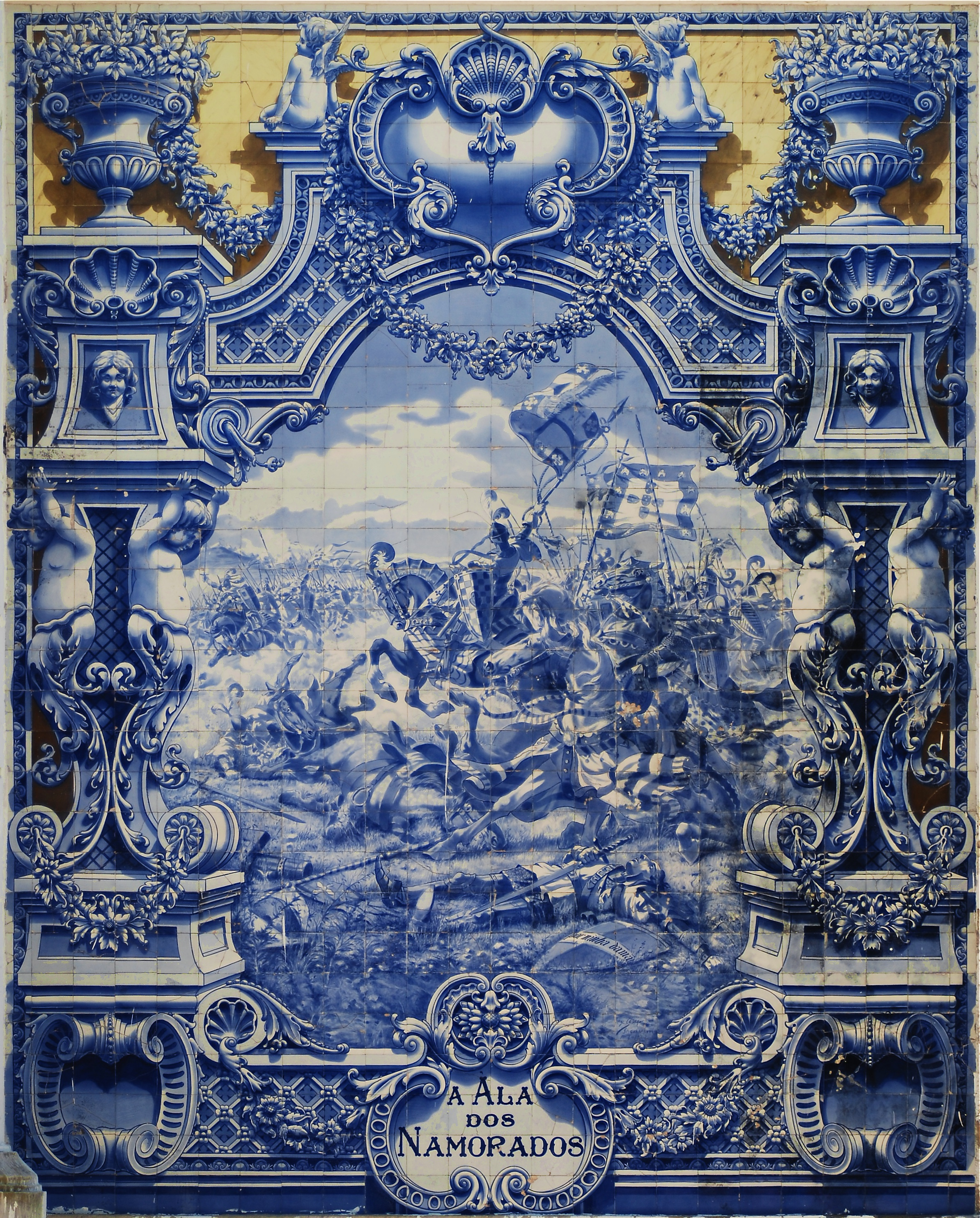
Painel de azulejos da autoria de Jorge Colaço (1922) ilustrando uma cena da Batalha de Aljubarrota que em 1385 opôs os exércitos Português e Castelhano. Em exposição no exterior do Pavilhão Carlos Lopes no Parque Eduardo VII, em Lisboa.

Azulejo é uma peça de cerâmica de pouca espessura, geralmente quadrada, em que uma das faces é vidrada, resultado da cozedura de um revestimento geralmente denominado como esmalte, que se torna impermeável e brilhante. Esta face pode ser monocromática ou policromática, lisa ou em relevo. O azulejo é geralmente usado em grande número como elemento associado à arquitetura em revestimento de superfícies interiores ou exteriores ou como elemento decorativo isolado.
Os temas oscilam entre os relatos de episódios históricos, cenas mitológicas, iconografia religiosa e uma extensa gama de elementos decorativos (geométricos, vegetalistas etc) aplicados a parede, pavimentos e tectos de palácios, jardins, edifícios religiosos (igrejas, conventos), de habitação e públicos.
Com diferentes características entre si, este material tornou-se um elemento de construção divulgado em diferentes países, assumindo-se em Portugal como um importante suporte para a expressão artística nacional ao longo de mais de cinco séculos, onde o azulejo se transcende para algo mais do que um simples elemento decorativo de pouco valor intrínseco. Este material convencional é usado pelo seu baixo custo, pelas suas fortes possibilidades de qualificar esteticamente um edifício de modo prático. Mas nele se reflete, além da luz, o repertório do imaginário português, a sua preferência pela descrição realista, a sua atracção pelo intercâmbio cultural. De forte granuloso cenográfico descritivo e monumental, o azulejo é considerado hoje como uma das produções mais originais da cultura portuguesa, onde se dá a conhecer, como num extenso livro ilustrado de grande riqueza cromática, não só a história, mas também a mentalidade e o gosto de cada época.

## Técnica e terminologia da azulejaria

### Por tipo de produção

#### Azulejo mudéjar (ou Hispano-mourisco)

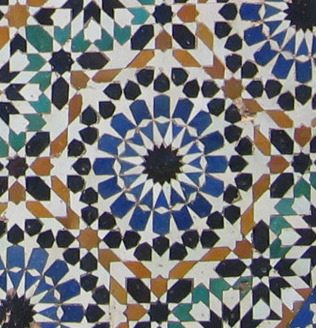
Azulejo alicatado em El-Hedine, Marrocos.

Técnica desenvolvida e implementada pelos mouros na Península Ibérica e seguida em Espanha com assimilação do gosto pela decoração geométrica e vegetalista, no que se designaria no barroco como horror vacui (horror ao vazio).
Esta técnica necessita de um barro homogéneo e estável, onde, após uma primeira cozedura, se cobre com o líquido que fará o vidrado. Os diferentes tons cromáticos obtêm-se a partir de óxidos metálicos: cobalto (azul), cobre (verde), manganésio (castanho, preto), ferro (amarelo), estanho (branco). Para a segunda cozedura as placas são colocadas horizontalmente no forno assentes em pequenos tripés de cerâmica designados de trempe. Estas peças deixam três pequenos pontos marcados no produto final, hoje em dia importantes na avaliação de autenticidade.
Inicialmente o azulejo não tinha uma dimensão normalizada, mas em Portugal, a partir do século XVI o azulejo passou a ter uma medida quadrada variável entre 13,5 e 14,5 cm, como consequência do aumento de produção pelo maior número de encomendas. Essa situação perdurou até o século XIX.

#### Alicatado
Técnica para revestimentos em que se agrupam pedaços de cerâmica vidrada cortados em diferentes tamanhos e formas geométricas com a ajuda de uma turquez. Cada pedaço é monocromático e faz parte de um conjunto de várias cores que pode ser mais ou menos complexo, semelhante ao trabalho com mosaico. Esta técnica esteve em voga nos séculos XVI e XVII, mas pela sua morosidade acabou por ser substituído por outras técnicas posteriores. O nome não será o mais correcto, porque não se utilizam alicates.

#### Corda-seca
Técnica do final do século XV e início do XVI esta técnica de decoração consiste em sulcar os motivos decorativos com corda embebida em óleo de linhaça e oxido de manganês, nas placas de barro ainda húmidas, evitando a posterior mistura entre esmaltes na fase da pintura e na segunda cosedura

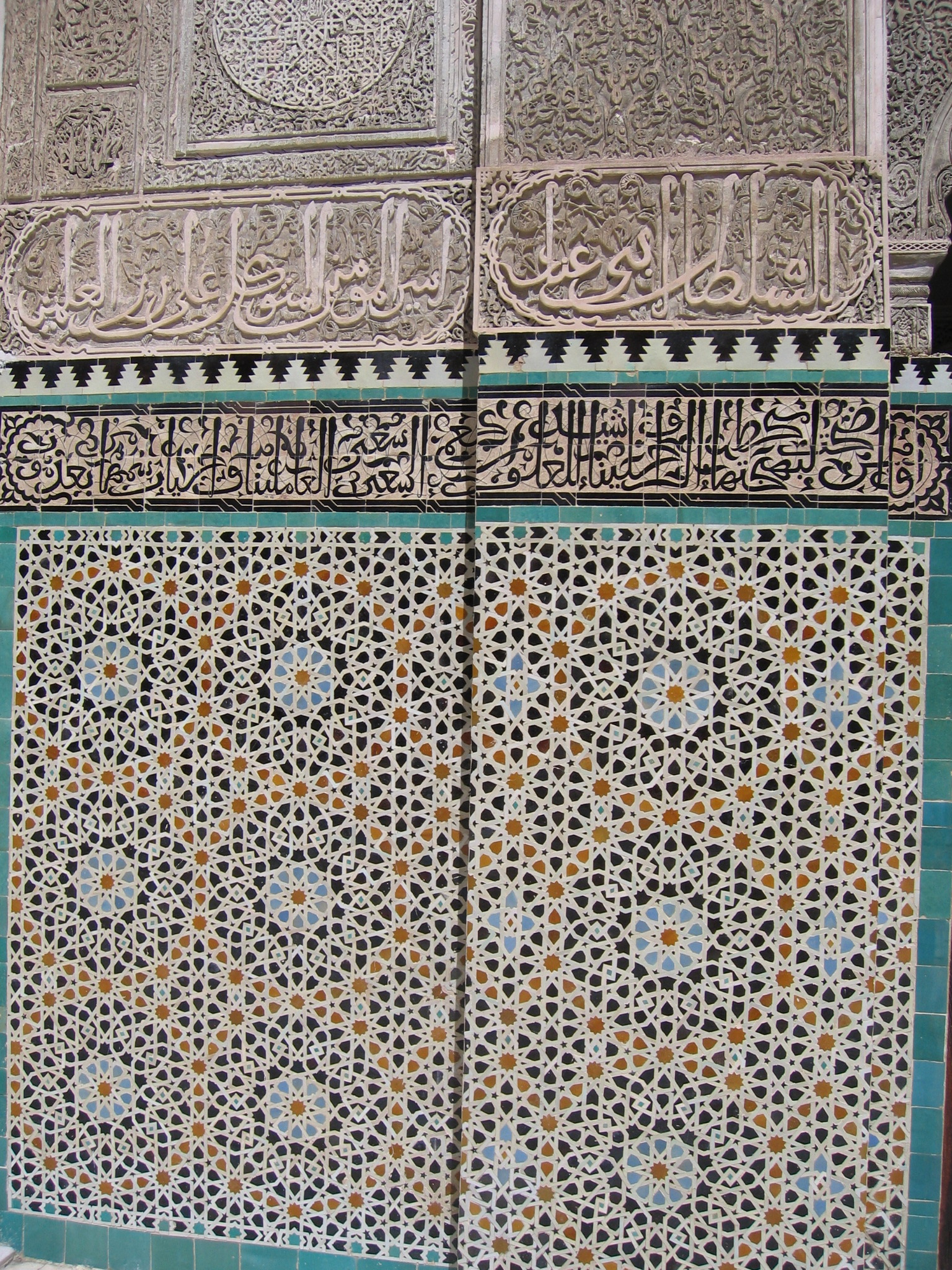
Azulejo de aresta em Fez, Marrocos.

#### Aresta (ou Cuenca)
Técnica do período da corda-seca em que a separação das cores é feita levantando arestas (pequenos muros) na peça, que surgem ao pressionar o negativo do padrão (molde de madeira ou metal) no barro ainda macio. Este processo mais simplificado reduz o preço do produto acabado e permite uma maior variedade de padrões, embora o acabamento nem sempre seja perfeito. Com os maiores centros de produção em Sevilha e Toledo esta técnica foi também empregue em Portugal, onde se desenvolve a variante em alto-relevo (azulejo relevado) de padrões com parras. Existem também os raros exemplos de azulejo de "lustre" ou lustrina, em que o seu reflexo metálico final é conseguido colocando uma liga de prata e bronze sobre o vidrado, que é depois cozido uma terceira vez a baixa temperatura, facto que não é muito usual neste tipo de azulejo.

#### Majólica
Técnica vinda de Itália e introduzida na Península Ibérica a meados do século XVI. Não é simples clarificar a origem do termo; talvez uma locução italiana para Maiorca, porto de onde eram exportados os azulejos, ou uma metamorfose do termo Opera di Mallica usado desde o século XV para designar a mercadoria italiana exportada do porto de Málaga. O termo faiança, utilizado a partir do século XVII, tem origem no centro italiano Faenza onde era produzida esta cerâmica.
A majólica veio substituir a pintura sobre a peça já cozida, a qual era depois vidrada. Veio revolucionar porque após a primeira cozedura é colocada sobre a placa um líquido espesso (branco opaco) à base de esmalte estanífero (estanho, óxido de chumbo, areia rica em quartzo, sal e soda) que vitrifica na segunda cozedura( vidro opaco). O óxido de estanho oferece à superfície (vidrado) uma coloração branca translúcida na qual é possível aplicar directamente o pigmento solúvel de óxidos metálicos em cinco escalas de cor: azul cobalto, verde bronze, castanho manganésio, amarelo antimónio e vermelho ferro (que por ser de difícil aplicação pouco surge nos exemplos iniciais). Os pigmentos são imediatamente absorvidos, podendo posteriormente fazer correcções . O azulejo é então colocado novamente no forno revelando, só após a cozedura, as respectivas cores utilizadas.

#### Azulejo semi-industrial
Técnicas semi-industriais utilizadas a partir do século XIX como a estampilha ou estampagem (ver abaixo).

### Por técnica de decoração
- Azulejo aerografado (ou decoração ao terceiro fogo): pintura do azulejo através de um aerógrafo (pistola de jacto de tinta) em que estampilhas de zinco delimitam as áreas a pintar. Em Portugal a Fábrica de Sacavém empregou bastante esta técnica durante o período Art Déco.

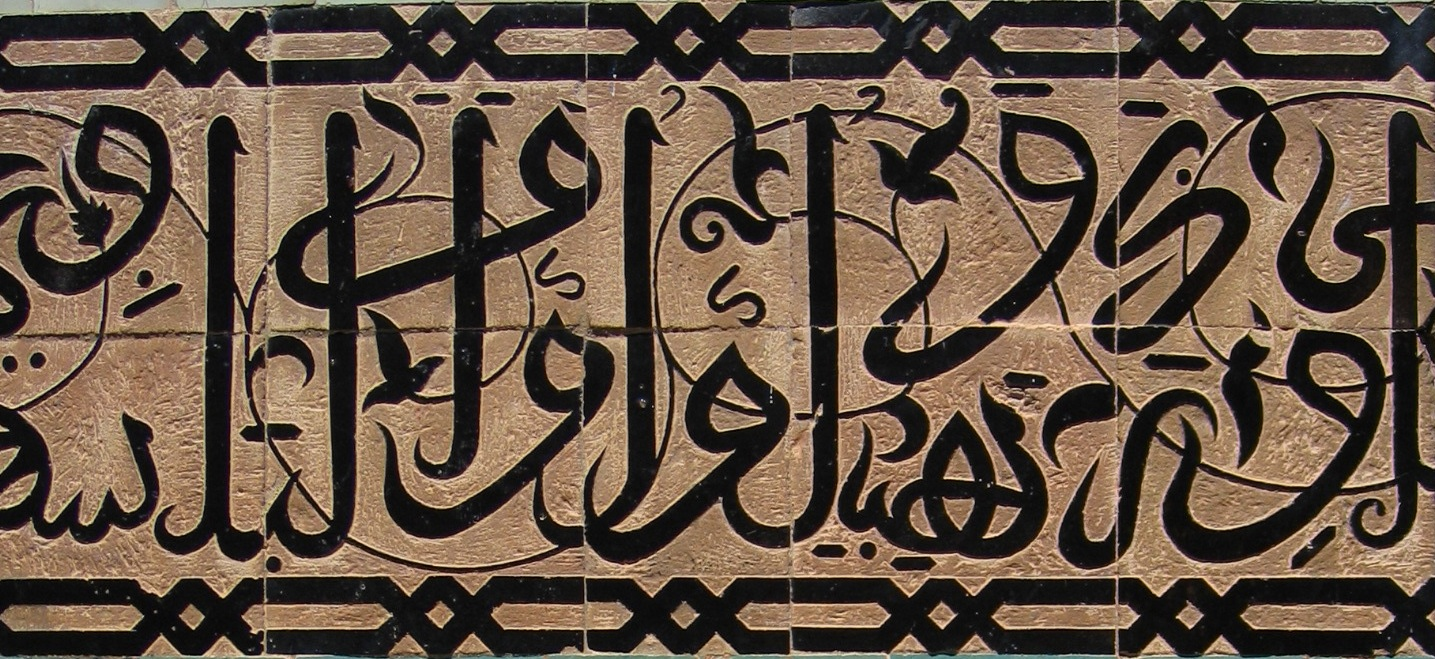
Azulejo esgrafitado com arabescos, Meknes, Marrocos

- Azulejo esgrafitado: técnica em que os elementos decorativos são "abertos" no vidrado raspando-se com um estilete até aparecer o biscoito (base do azulejo). As ranhuras que resultam deste processo podem ser preenchidas com betume ou cal da cor que se deseje.
- Azulejo esponjado: aplicação da tinta através de uma esponja ou escova, em que o resultado se assemelha a uma superfície de pedra (rugosa). Com utilização a partir do século XVIII tem maior aplicação em rodapés e lances de escada.
- Azulejo estampado (ou impressão a talhe doce): decoração da superfície vidrada através da utilização de um decalque ou decalcomania.
- Azulejo estampilhado: decoração da superície vidrada com trincha através da utilização de uma estampilha, uma peça de metal onde está recortado o motivo decorativo a pintar.
- Decoração ao grande fogo: pintura sobre o vidrado remetida posteriormente a uma cozedura com temperaturas superiores a 1200 °C.
- Decoração com 3º fogo: pintura com cor sobre o chacote (base do azulejo) ou vidrado submetida a uma cozedura com temperatura moderada.

### Por tipo de decoração/temática

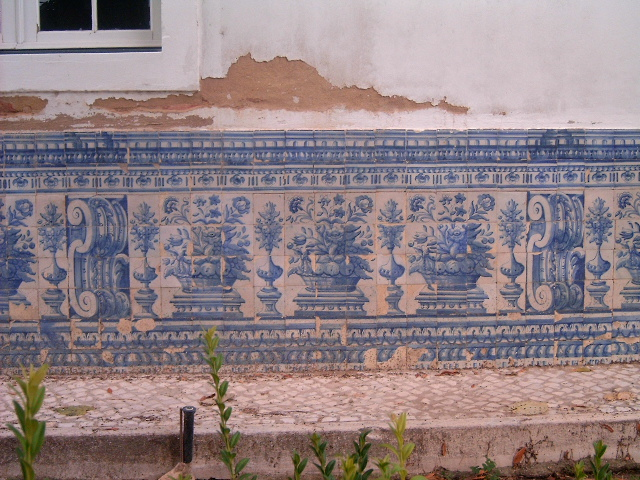
Albarrada com motivos florais em silhar na Casa dos Patudos, Alpiarça.

- Albarrada: motivo decorativo independente (século XVII) que pode ser repetido (século XVIII) e que consiste em ramos de flores em jarra, cesto, vaso ou taça com outros elementos figurativos a ladear (pássaros, crianças ou golfinhos). Caso seja repetido, por exemplo ao longo de um silhar, pode ter outros elementos a servir de divisão (arquitectónicos ou vegetalistas).
- Alminhas: painel de azulejos de dimensões reduzidas, ou como elemento autónomo, com decoração alegórica representando as almas no purgatório. A base pode apresentar as iniciais P.N (Padre Nosso) ou A.V. (Ave Maria).
- Atlante: figura escultórica masculina muito utilizada na antiguidade clássica em substituição do fuste numa coluna. É muito utilizado como motivo decorativo em painéis de azulejo nos séculos XVII e XVIII.
- Azulejos enxaquetados: agrupamento de azulejos a formar uma malha geométrica em xadrez utilizando elementos alternados de cores diferentes. Também aplicado em Portugal no século XVI até meados do século XVII.
- Azulejo de figura avulsa: em que cada azulejo representa um elemento isolado (flor, animal etc, ou até mesmo, descrição de cenas mais complexas). Em Portugal divulgou-se mais o género de figura simples a azul cobalto durante o século XVIII com elementos decorativos nos cantos a ajudar à união visual entre os vário azulejos. Colocados sobretudo em cozinhas e lances de escada encontram-se também aplicados à arquitectura religiosa e com temas populares durante o Estado Novo já no século XX. Os elementos mais complexos foram divulgadas através do azulejo holandês.

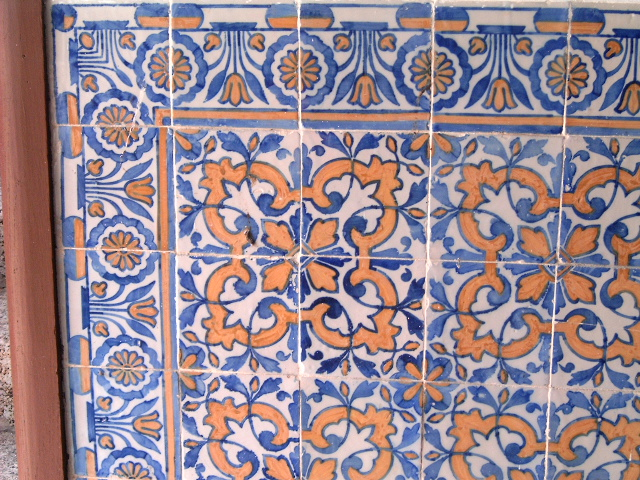
Azulejos de padrão com faixa no Paço de São Cipriano, Tabuadelo.

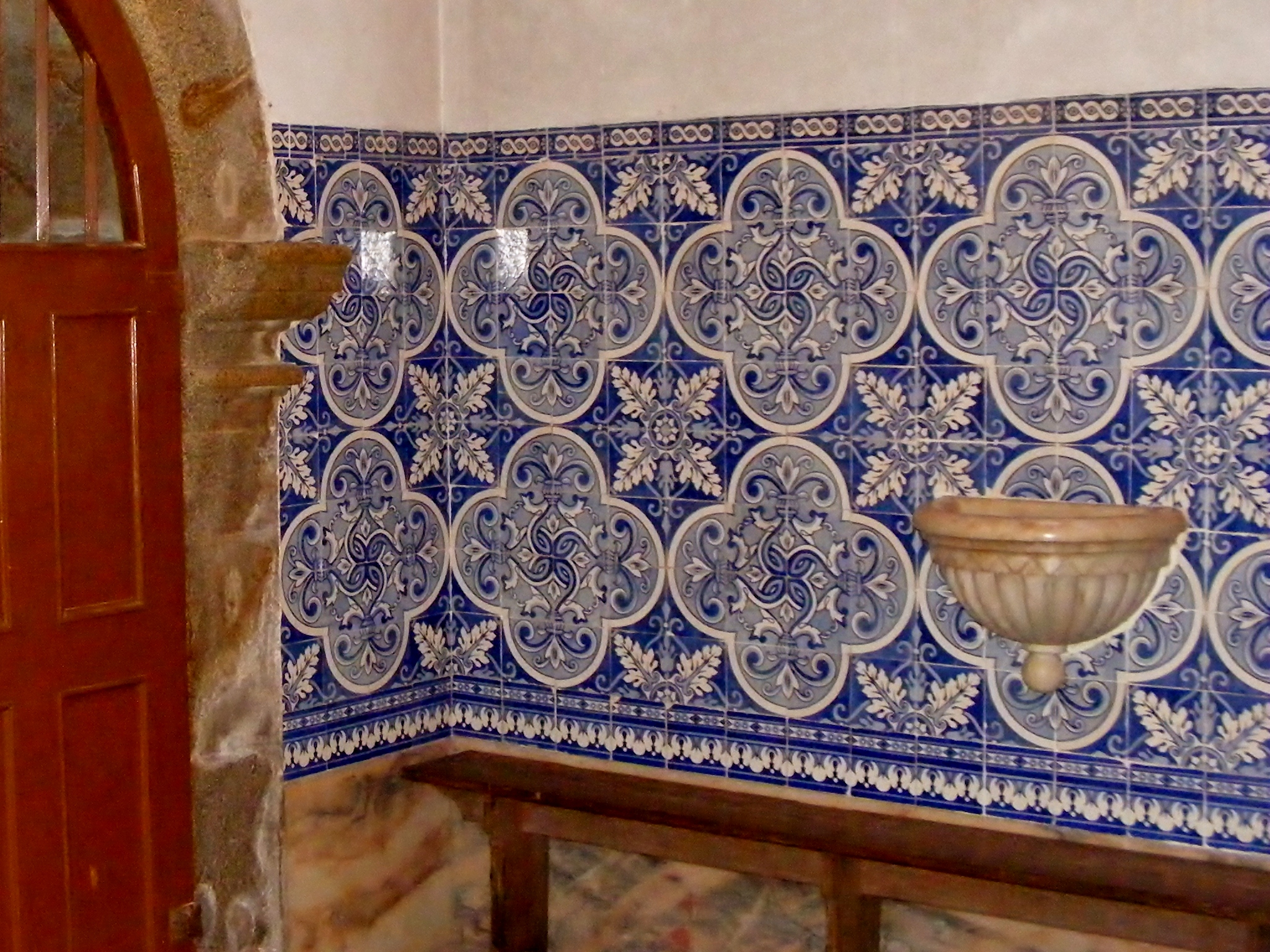
Conjunto azulejar azul e branco composto por motivo de dezasseis peças. Igreja Matriz de Argoncilhe.

- Azulejos de padrão: azulejos em grupos de 2x2 até 12x12 que formam uma determinada composição e que, depois de repetidos várias vezes, formam um padrão (p.ex, azulejos de tapete).
- Azulejo de tapete: azulejos em grande número, em revestimento parietal, que pela multiplicação de determinados modelos resulta  num padrão polícromo. Pode ser rematado com frisos, barras ou cercaduras apresentando-se no seu conjunto total semelhante a um tapete.
- Balaústre: colunelo (pequena coluna) usado como elemento arquitectónico em balaustradas e que se assume como motivo decorativo em azulejos do século XVIII de modo a criar efeitos espaciais ópticos.
- Barra: Remate horizontal e vertical (p.ex. em painéis) compostos por duas ou mais filas de azulejos adjacentes com motivos decorativos variados. Com a mesma função a cercadura é composta por uma só fileira de azulejos. A faixa é composta por meios azulejos (peças rectangulares) e pode servir ou não de remate a um painel.
- Cartela: motivo decorativo com apogeu no Barroco que serve de fundo a uma determinada imagem ou cena de modo a destacá-la dos elementos circundantes. Pode ter a forma de um pergaminho ou escudo em que os cantos enrolados ou decorações vegetalistas servem de moldura.
- Figura de convite: característica dos séculos XVIII e XIX, esta figura representa uma pessoa (lacaio, dama, guerreiro etc) trajado a rigor e posicionado em locais de entrada de uma habitação nobre (átrio, patamar de escada etc.) em gesto de boas-vindas, como que a receber as visitas que chegam. Símbolo do protocolo aristocrático, do poder e riqueza. Produzida em tamanho real com o contorno recortado e geralmente crescendo a partir de um silhar.

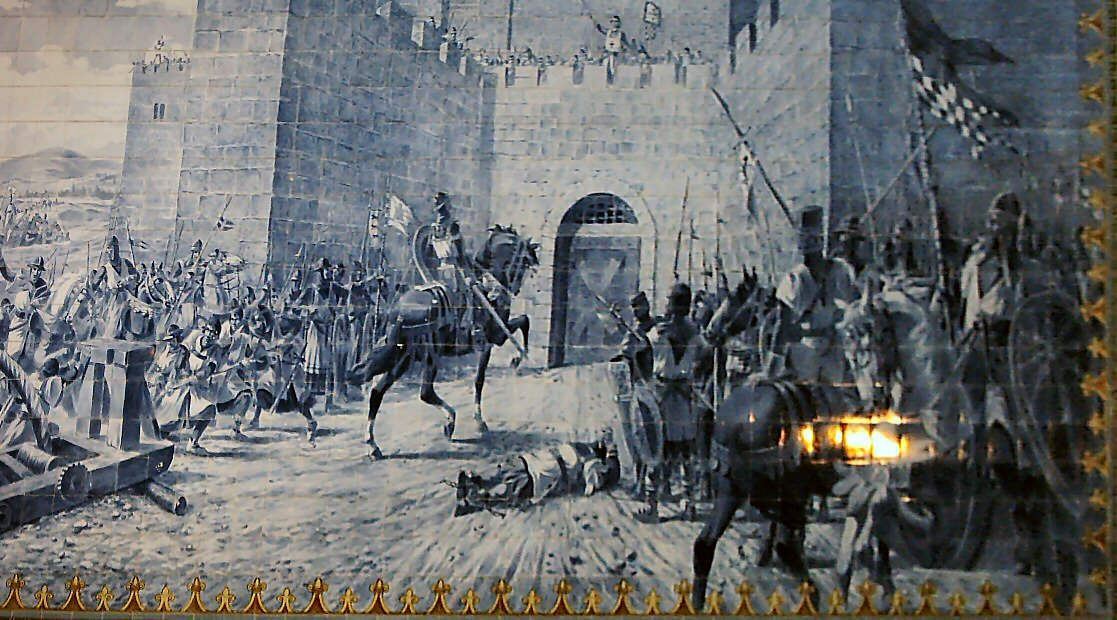
Painel historiado do cerco ao Castelo de Torres Novas, painel de Gil Pais, Torres Novas.

- Painéis historiados: painéis descritivos representando um determinado acontecimento ou cena histórica, religiosa, mitológica ou do quotidiano.
- Silhar (alisar ou alizar): revestimento parietal longitudinal que se desenvolve a partir do chão e tem entre 10 a 12 azulejos de altura.

### Termos relacionados
- Alicer (ou tacelo): pequena peça de uma só cor utilizada, p. ex., como elemento em composições de alicatado.
- Biscoito (ou chacota): denominação para a peça de azulejo que ainda só foi cozida uma vez, ou seja, antes de ser vidrada.
- Trempe: pequeno tripé de suporte que permite a optimização do espaço dentro do forno pela possibilidade que oferece de empilhar azulejos.
- Tardoz: lado do azulejo oposto ao vidrado que se aplica directamente no suporte de destino.

## Origens e expansão

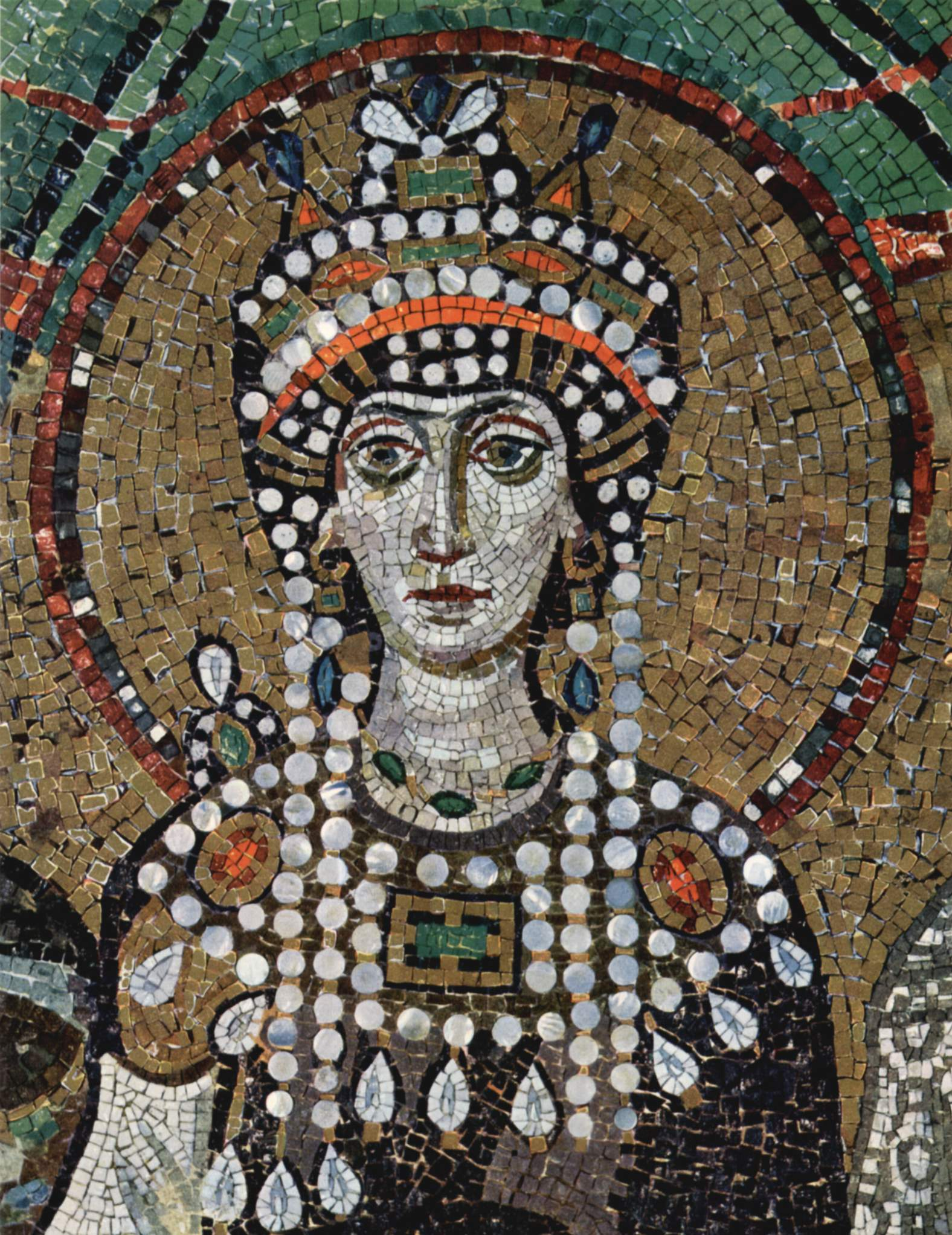
Mosaico bizantino, c 547, Ravena, Itália.

A palavra em si, azulejo, tem origem no árabe azzelij (ou al zuleycha,  al zuléija, al zulaiju, al zulaco) que significa pequena pedra polida e era usada para designar o mosaico bizantino do Próximo Oriente. É comum, no entanto, relacionar-se o termo com a palavra azul (termo persa لاژورد: lazhward, lápis-lazúli) dado grande parte da  produção portuguesa de azulejo se caracterizar pelo emprego maioritário desta cor, mas a real origem da palavra é árabe.
A utilização do azulejo pode-se observar já na antiguidade, no período do Antigo Egito e na região da Mesopotâmia, alastrando-se por um amplo território com a expansão islâmica pelo norte de África e Europa (zona do Mediterrâneo), penetrando na Península Ibérica no século XIV por mãos mouras que levam consigo a origem do termo actual. O oriente islâmico impulsiona qualitativamente a produção de revestimentos parietais pelo contacto com a porcelana chinesa que, pela rota da seda, surge em vários centros artísticos do próximo oriente. Durante a permanência islâmica na Península Ibérica a produção do azulejo cria bases próprias em Espanha através de artesãos muçulmanos e desenvolve-se a técnica mudéjar entre o século XII e meados do século XVI em oficinas de Málaga, Valência (Manises, Paterna) e Talavera de la Reina, sendo o maior centro o de Sevilha (Triana). Na viragem do século XV para o século XVI o azulejo atinge Portugal, um país já com uma longa experiência em produção de cerâmica. Inicialmente importado de Espanha o azulejo é, mais tarde, empregue como resultado de manufactura própria, não só no território nacional, mas também em parte do antigo império de onde absorve simultaneamente uma grande influência (Brasil, África, Índia).
Com as suas respectivas variantes estéticas o azulejo vai ser utilizado em outros países europeus como os Países Baixos, a Itália e mesmo a Inglaterra, mas em nenhum outro acaba por assumir a posição de destaque no universo artístico nacional, a abrangência de aplicação e a quantidade de produção atingidas em Portugal.

## O azulejo em Portugal

### Herança islâmica

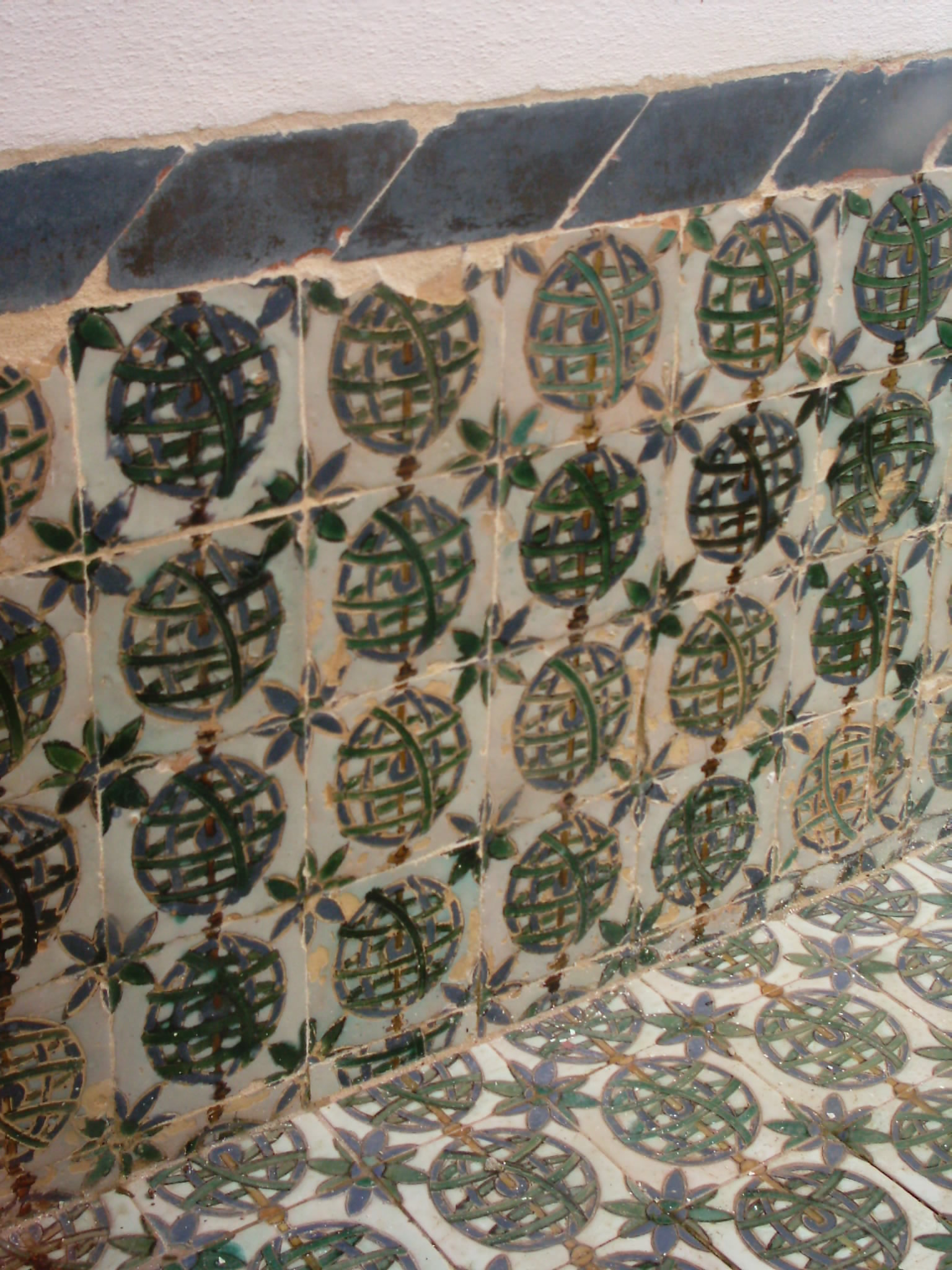
Azulejos com motivo de esfera armilar no Pátio da Carranca, Palácio Nacional de Sintra.

No ano de 1498 o rei de Portugal D. Manuel I viaja a Espanha e fica deslumbrado com a exuberância dos interiores mouriscos, com a sua proliferação cromática nos revestimentos parietais complexos. É com o seu desejo de edificar a sua residência à semelhança dos edifícios visitados em Saragoça, Toledo e Sevilha que o azulejo hispano-mourisco faz a sua primeira aparição em Portugal. O Palácio Nacional de Sintra, que serviu de residência ao rei, é um dos melhores e mais originais exemplos desse azulejo inicial ainda importado de oficinas de Sevilha em 1503 (que até então já forneciam outras regiões, como o sul de Itália).
Embora as técnicas arcaicas (alicatado, corda-seca, aresta) tenham sido importadas, assim como a tradição decorativa islâmica dos excessos decorativos de composições geométricas intrincadas e complexas, a sua aparição em Portugal cede já um pouco ao gosto europeu pelos motivos vegetalistas do gótico e a uma particular estética nacional fortemente caracterizada pela influência de factores contemporâneos. O império ultramarino português vai contribuir para a variedade formal; vão ser adaptados motivos e elementos artísticos de outros povos que se transmitem pelo curso da aculturação. Um dos exemplos mais marcantes do emprego de ideias originais é o do motivo da esfera armilar que surge no Palácio Nacional de Sintra e que vai permanecer ao longo da história portuguesa como o símbolo da expansão marítima portuguesa.

### A majólica e o início da produção

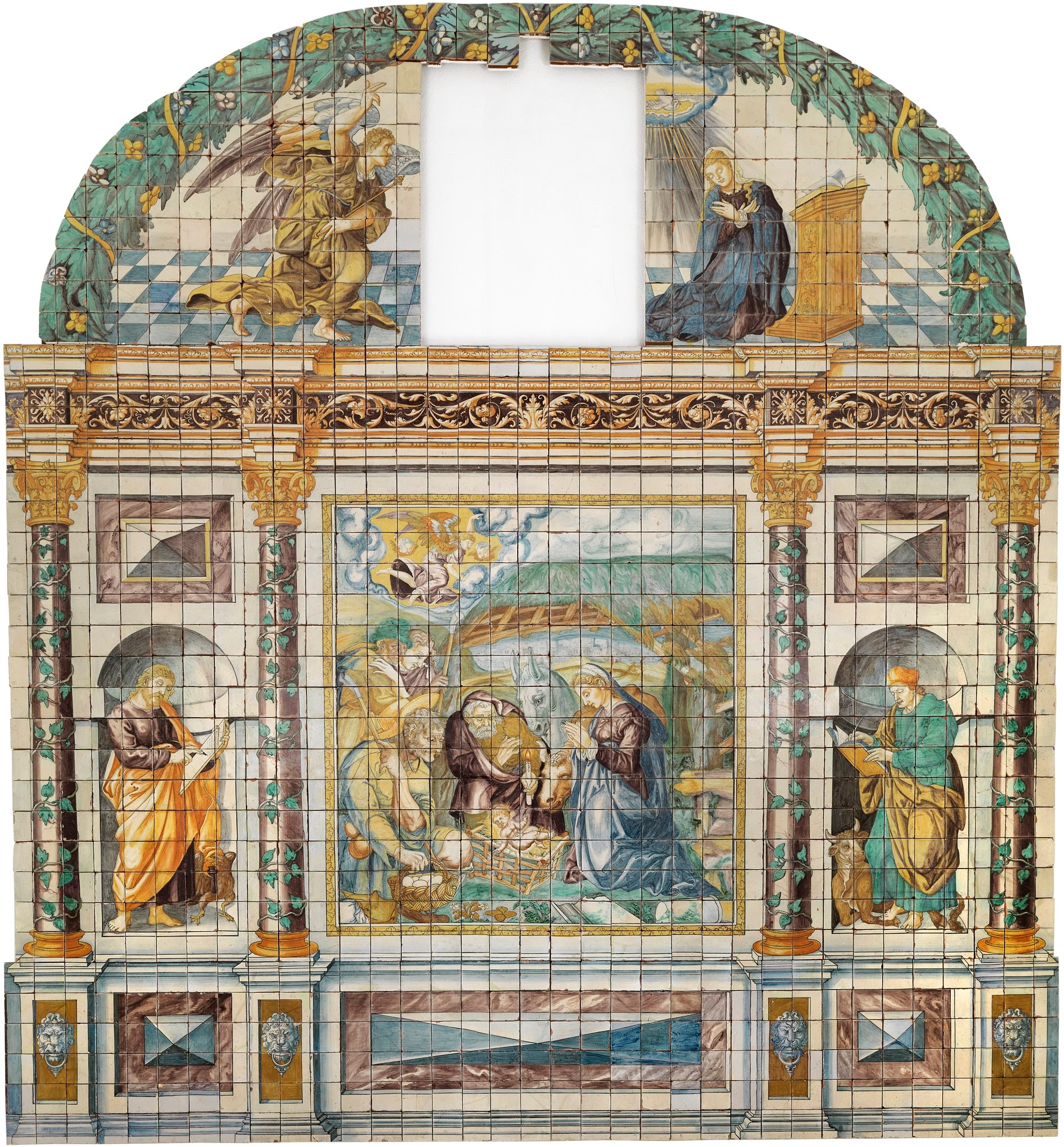
Retábulo de Nossa Senhora da Vida, atribuído a Marçal de Matos, Museu Nacional do Azulejo

A majólica, nova técnica vinda de Itália que permite pintar directamente no azulejo vidrado, é introduzida na Península Ibérica nos finais do século XV pela mão do artista italiano Francisco Niculoso. Na altura sem grande impacto vai ganhar importância mais tarde, após o estabelecimento de artistas italianos na Flandres (Antuérpia) e em França. A criação de oficinas em Espanha e Portugal por ceramistas flamengos vai dar origem, a partir de meados do século XVI, à iniciativa de produção própria do azulejo, que era até então importado da Holanda e Itália.
Mas além da técnica, também o repertório formal vai ser importado e o gosto italiano da época renascentista de transição para o maneirismo funde-se com o estilo gráfico flamengo numa estética harmoniosa e de pincelada minuciosa. As composições passam a ser figurativas e, renunciando à estética islâmica como resultado do Concílio de Trento, vão-se adaptar e transpor para o azulejo cenas mitológicas, de alegorias, religiosas, guerreiras e satíricas presentes em gravuras estrangeiras. Vão ser usadas representações de elementos arquitectónicos na criação de ilusões espaciais (trompe-l’oeil, literalmente engana o olho) e a variada palete de elementos decorativos maneiristas ganha vida no painel de azulejo em Portugal (putti -anjinhos, grinaldas, medalhões, troféus, vasos, frutas e flores). Concorrendo com a pintura mural, o azulejo desta época é suporte para o traço erudito dos mestres do desenho e da pintura. Artistas portugueses a referir são Francisco de Matos e Marçal de Matos.
Durante o século XVIII na Europa, trabalhava-se em dois tipos básicos de cerâmicas: a cerâmica dura ou a macia misturada com pasta artificial, a primeira é usada em Meissen na Alemanha, Europa Central, Rússia e partes da Itália, a segunda, na Espanha, França e Inglaterra.

### Padrões geométricos e assimilação de motivos externos

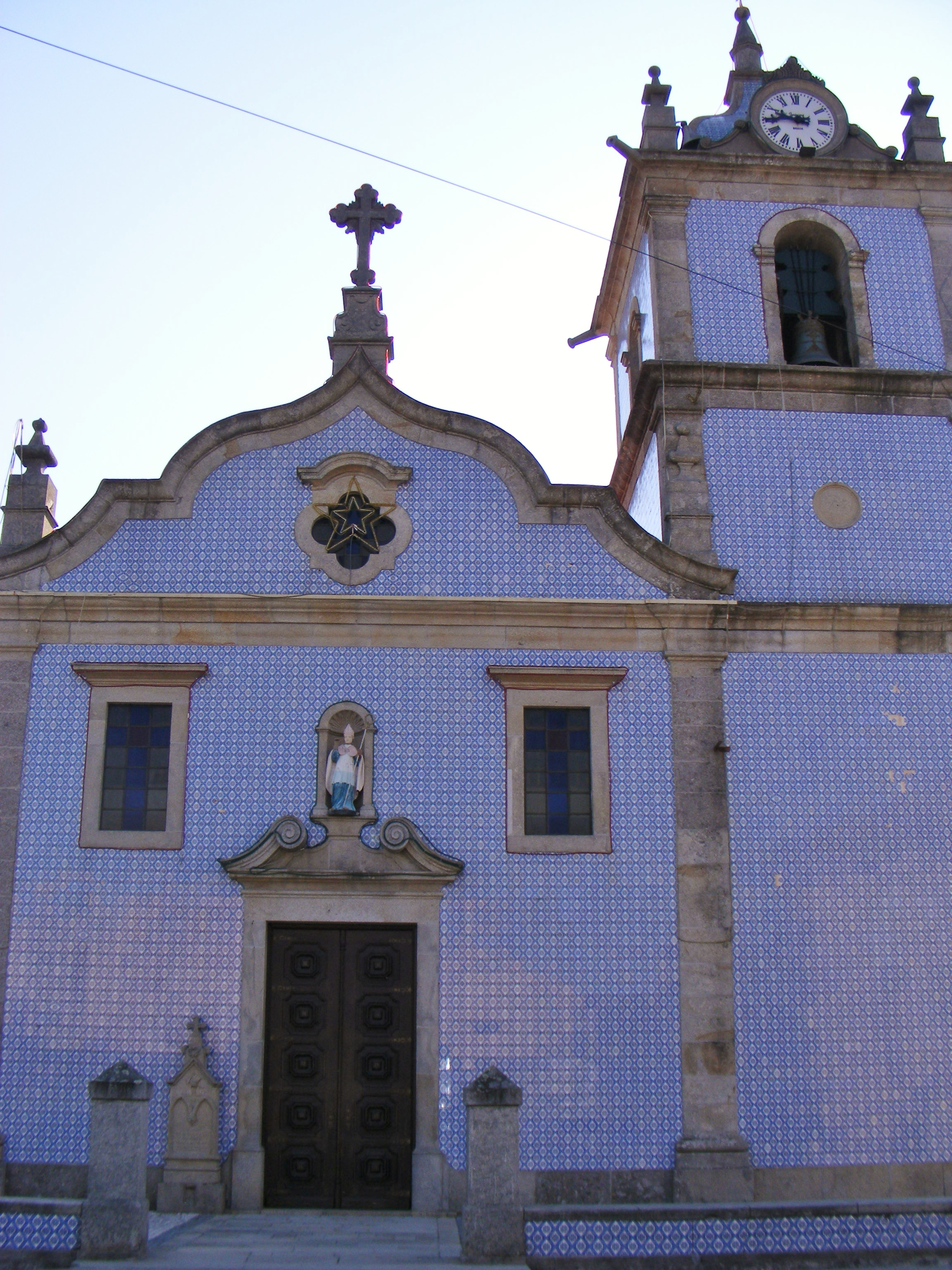
Revestimento a azulejo estampilhado oitocentista na Igreja de São Martinho, Argoncilhe.

Num plano paralelo produz-se um outro género estético de azulejo com igual força decorativa, mas menos dispendioso, à medida das necessidades do clero. O azulejo enxaquetado é usado como revestimento de grandes superfícies em igrejas e mosteiros e não necessita de representações únicas e diferenciadas. Aplicadas entre os séculos XVI e XVII estas composições compõem-se principalmente por azulejos monocromáticos em alternâncias de duas cores (branco-azul ou branco-verde), onde se revela uma malha de força diagonal e grande dinamismo visual. A introdução do azulejo de padrão reduz a morosidade do processo anterior pela repetição de módulos de azulejos em grandes superfícies.
Com a perda da independência nacional e a consequente Guerra da Restauração o azulejo tem uma época baixa como reflexo da crise social e as composições únicas decrescem para dar lugar ao azulejo de padrão inspirado nos tecidos estampados indianos e tapetes persas com forte carácter ornamental, o azulejo de tapete. Neste género colorido (azul, amarelo e verde), bem ao gosto português pelo exótico, proliferam os motivos florais, lóbulo, representações fantásticas e do paraíso, delimitadas por molduras e faixas em comunhão com elementos da temática religiosa. Vêm substituir os tais tecidos originais nos frontais de altar, revestindo também grandes superfícies nos interiores de igrejas, onde apenas pequenos painéis (chamados registos) com cenas figurativas e de santos surgem como apontamento a intercalar a malha do padrão.
São ainda de referir, no século XVII, os chamados grotescos, géneros de influência italiana divulgada na Europa, de  presença curta, mas de destaque na azulejaria portuguesa. Consistem em cenas burlescas, fantásticas inseridas num contexto sem nexo, caótico, mas de traçado realista. Mesmo tratando-se de repertórios importados, reproduzidos através de gravuras, estas temáticas, ampliadas à escala da azulejaria de grande formato, vão adaptar-se bem ao espírito português conturbado da época filipina.
Também importado, como consequência do processo de assimilação das colecções de gravuras do norte da Europa, mas de temática diferente, é o motivo da albarrada de origem flamenga. Estas representações de jarras com flores ganham, em Portugal, uma traçado mais liberto que no local de origem.

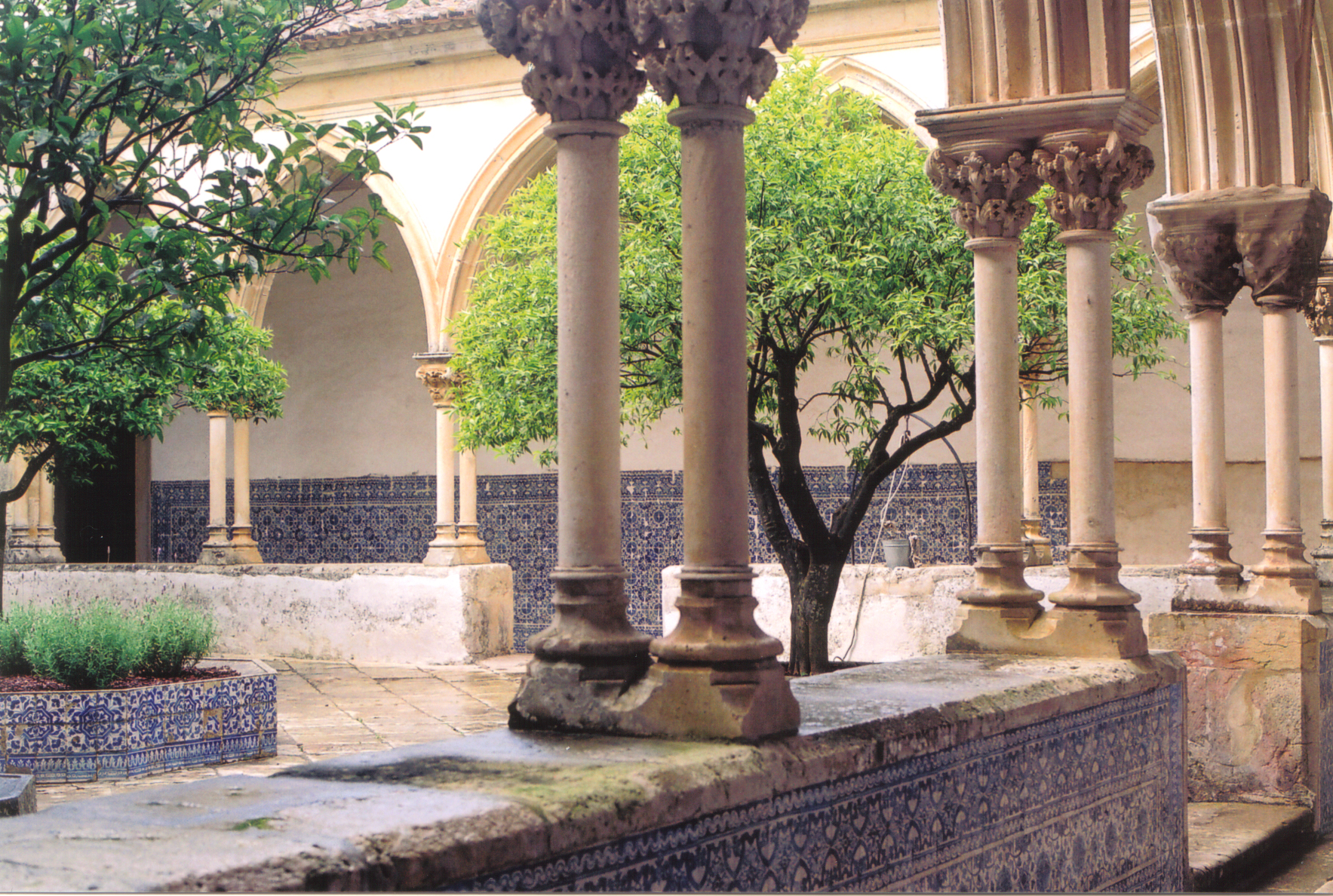
Azulejos de padrão no Claustro do Cemitério no Convento de Cristo em Tomar.

### A  transição formal e aGrande Produção
Com a Restauração da Independência em 1640 a nobreza ganha novo ímpeto no território nacional e encomenda-se a construção de diversos edifícios palacianos para a sua residência que vão exigir um grande número de azulejos para revestir superfícies em interiores e jardins. Vão-se destacar as composições polícromas (amarelo, azul e também apontamentos em verde e castanho) de tradição holandesa. Cenas de caça, idílicas, e cenas sobre a temática holandesa dos cinco sentidos onde vários personagens à mesa fazem referência indirecta aos diferentes sentidos (música para a audição, bebidas e alimentos para o paladar, os toques que trocam entre si para o tacto, etc.).
Também na segunda metade do século XVII aparecem as famosas composições de macacaria em tons predominantemente amarelos e azuis, representando macacos em trajes e actividades humanas de grande sentido irónico e satírico, como que numa caricatura moral dos reais protagonistas que imitam costumes sem os compreender. Esta temática teve a sua primeira aparição já no século XV, mas só recebe impulso no século XVII pela mão do pintor flamengo David Teniers, e estende-se pelos séculos XVIII e XIX.

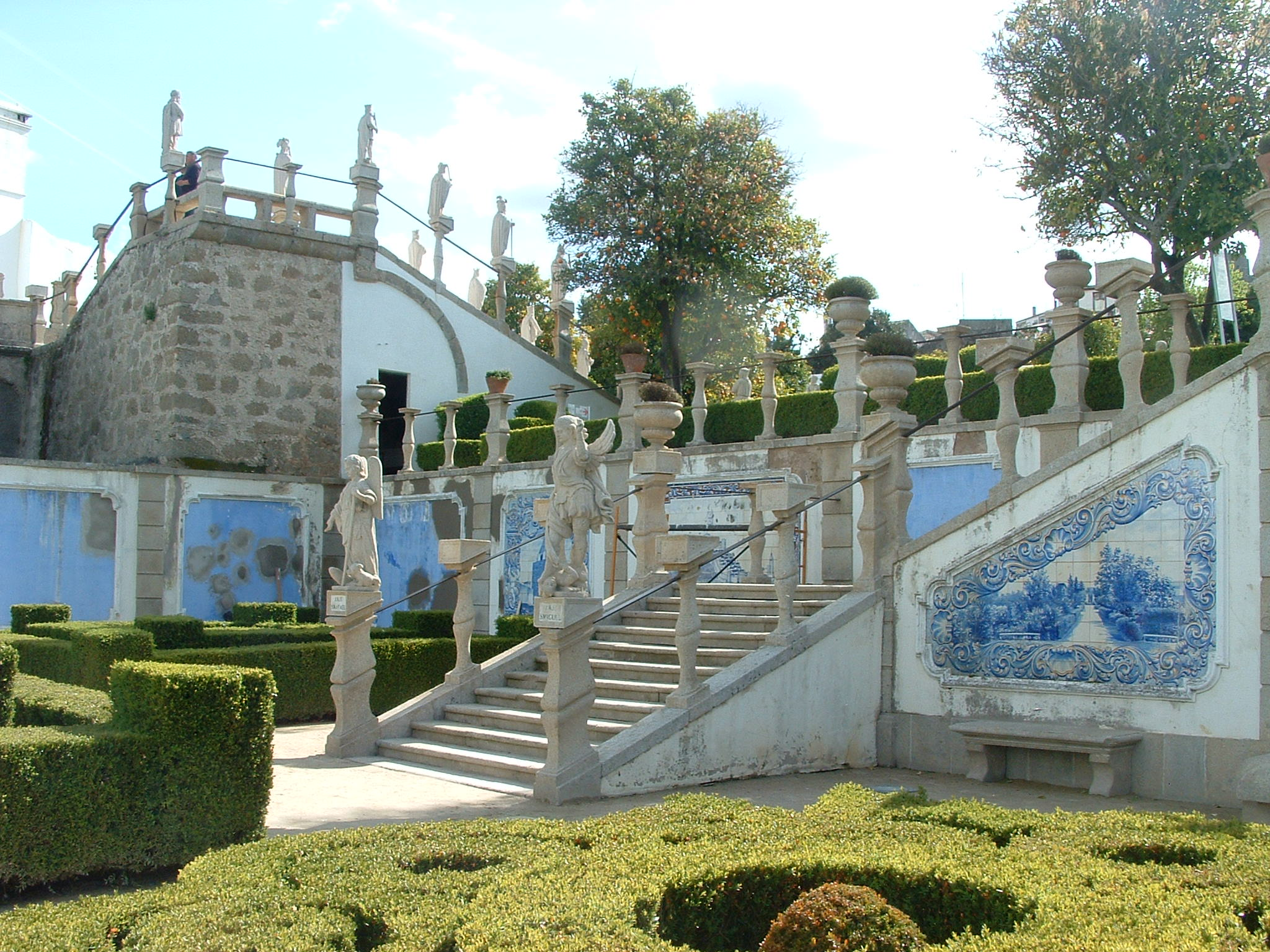
Azulejos no Jardim do Paço, Castelo Branco.

A partir dos finais do século XVII importam-se também dos Países Baixos ciclos em azul e branco influenciados pela cerâmica chinesa, nos mesmos tons, que chegou à Europa pelos caminhos marítimos e que agradou bastante, não só aos holandeses, que iniciaram uma produção própria de azulejo azul e branco, mas também aos portugueses. Mas a preferência na Holanda pelo trabalho em miniatura (enkele tegels) não corresponde ao gosto português pela monumentalidade e assim passam-se a efectuar encomendas específicas às oficinas holandesas de painéis que se adaptem perfeitamente aos enquadramentos arquitectónicos em Portugal. Os temas centram-se agora em cenas religiosas, cortesãs e militares. Desta altura são também os painéis de figura avulsa, com cenas independentes, e que vão ser aplicados sobretudo em cozinhas e sacristias de igrejas e conventos (como as típicas representações de alimentos pendurados - caça ou peixe).
O emprego de uma só cor, azul, sobre o fundo branco permite uma maior concentração na pintura e os exemplos importados da Holanda demonstram bem a superioridade técnica do traço, evidentes em obras de Willem van der Kloet e Jan van Oort. Mas as oficinas portuguesas vão reagir à concorrência e inicia-se o período de desenvolvimento da produção nacional, conhecido pelo ciclo dos mestres, impulsionada pelo espanhol Gabriel del Barco, sediado em Portugal, e que responde a um grande número de encomendas um pouco por todo o país. A sua técnica não é de grande qualidade, mas uma série de seguidores vai dar início à época dos grandes mestres das oficinas de Lisboa, como António Pereira, António de Oliveira Bernardes e o seu filho Policarpo de Oliveira Bernardes, Manuel dos Santos e o anónimo P.M.P., abandonando-se progressivamente as importações do exterior.

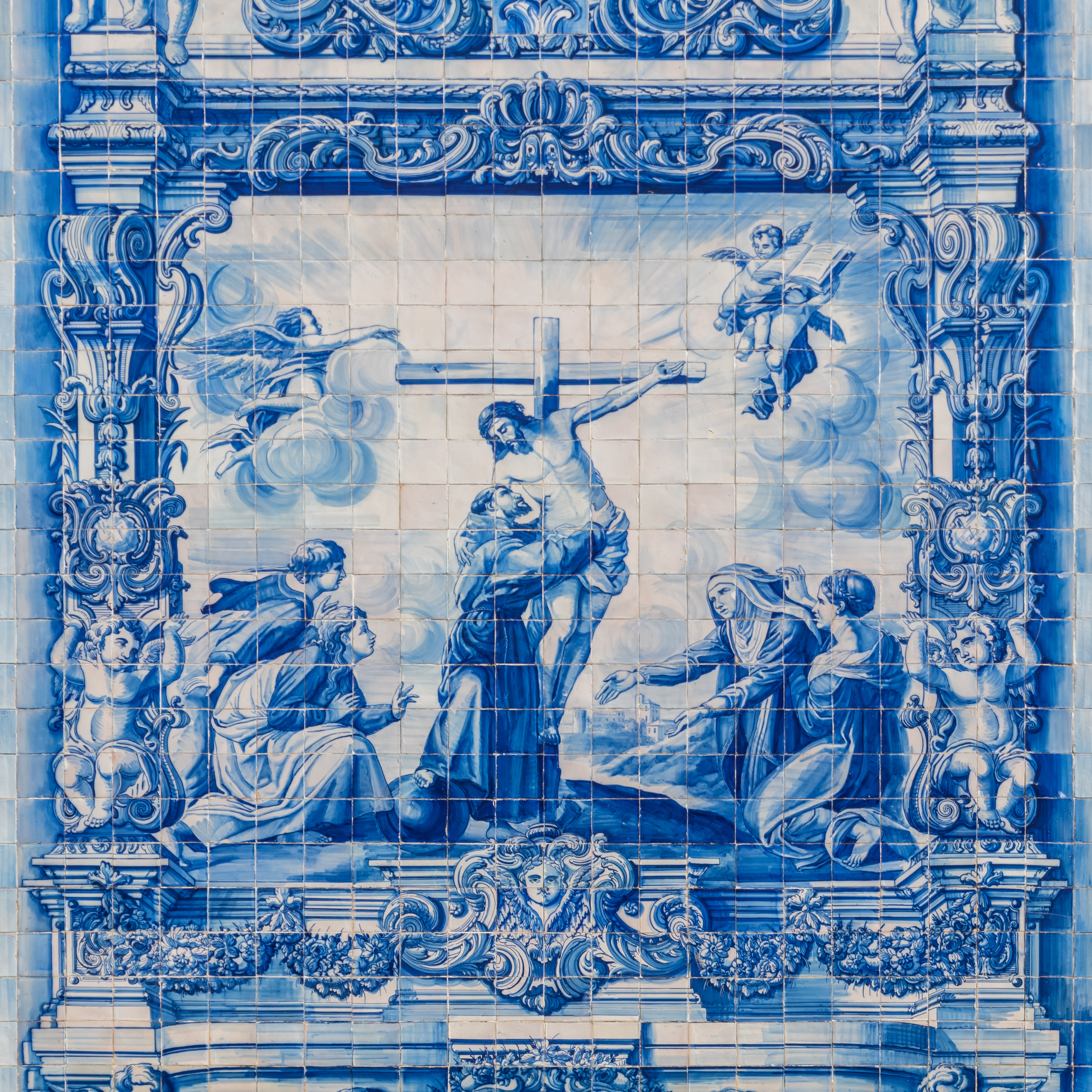
Fachada em azulejos da Capela das Almas no Porto.

A partir da segunda metade do século XVIII o número de encomendas aumenta, (também vindas do Brasil) e a riqueza durante o reinado de D. João V (proveniente das mina de ouro e diamantes do Brasil) permite o aumento sem precedentes da produção de azulejo de onde resultam os maiores ciclos de painéis historiados. Esta estética é, acima de tudo, influenciada pelo Barroco onde as cenas ganham um estatuto teatral e onde as molduras, de carácter exuberante, chegam a ter quase tanto peso como as cenas centrais que envolvem (cenas bucólicas, mitológicas, religiosas - bíblicas, marianistas, de caçadas, do quotidiano cortesão e alegóricas). A riqueza ornamental, que faz uso dos contrastes claro-escuro para ilusão de volumetria, chegam de livros de ornamentos de Jean Bérain I, Claude Audran III, Gilles Marie Oppenord, Nicolas Pineau, Pierre Lepautre entre outros, e oferecem grande organicidade e vitalidade ondulante à composição no seu todo. Vão proliferar os côncavos e convexos, concheados, flores, frutos, cartuchos, entrelaçados, putti, baldaquino, efeitos ilusionistas arquitectónicos (balaustradas) e as figuras de convite.
Nas igrejas o azulejo reveste todas as superfícies, mesmo tectos e abóbadas, e observa-se um complemento estético entre a talha dourada do período barroco português e as molduras ondulantes do azulejo.
Até ao terramoto de 1755 vão ter posição de relevo os seguintes nomes da azulejaria portuguesa: Nicolau de Freitas, Teotónio dos Santos, Valentim de Almeida e Bartolomeu Antunes.

### Do Rococó ao Neoclássico

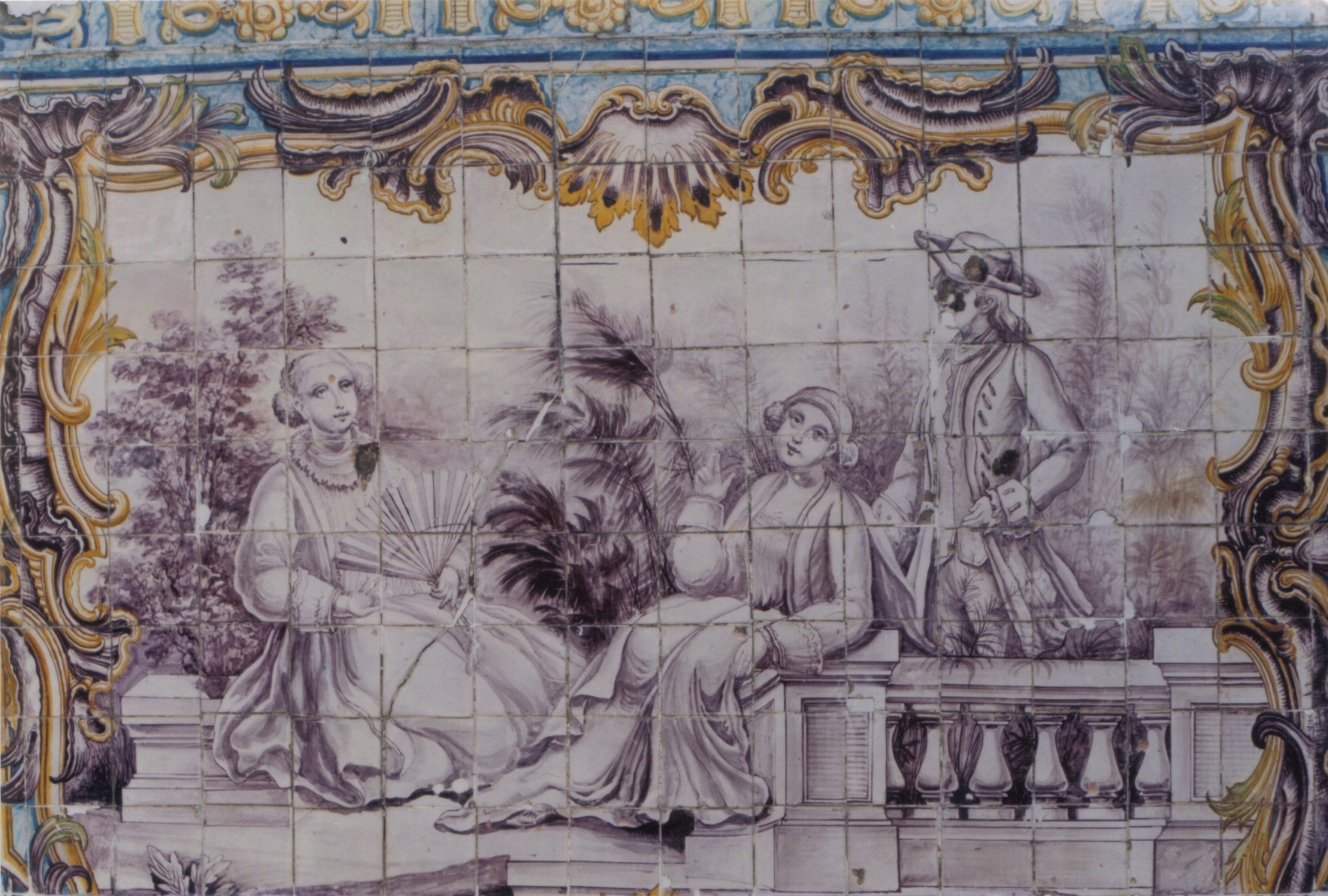
Painel rococó no jardim do Palácio Nacional de Queluz.

A influência do estilo rococó vindo de França vai-se reflectir no gosto estético do azulejo a meados do século XVIII. Regressa a policromia (inicialmente amarelo, verde e violeta, mais tarde cenas centrais monocromáticas a violeta), ornamentos, baseados nos livros de concheados de Gideon Saint, sofrem um metamorfose tornando-se mais leves e graciosos. As molduras perdem grande parte da sua massa volumétrica e assume-se a assimetria em motivos de flores e folhas. As gravuras de Watteau ditam a temática das cenas galantes, bucólicas e idílicas que se inserem na perfeição em jardins.
Com o terramoto de 1755 a necessidade imprevista da reconstrução da cidade de Lisboa vai levar à retoma do azulejo de padrão, que, como material de baixo custo, vai permitir a aplicação rápida nas fachadas dos edifícios e ao mesmo tempo elevar o seu efeito estético. Vão-se observar, pequenos painéis de registo em fachadas, representações de padroeiros de protecção contra catástrofes naturais, e, em frisos de portas e janelas, já a introdução da estética neoclássica de carácter mais racional e quase desprovido de decoração. Este tipo de azulejo fica conhecido como azulejo pombalino como referência ao Marquês de Pombal, responsável pela reconstrução da cidade. Uma das fábricas com um importante papel na reconstrução de Lisboa foi a Fábrica Sant'Anna fundada em 1741. Esta fábrica ainda se mantém activa produzindo azulejo e faianças através de processos inteiramente manuais.

### Do Romantismo ao azulejo contemporâneo

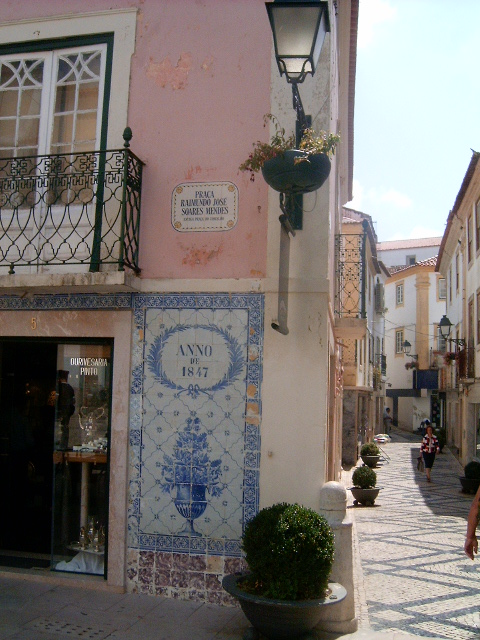
Painel de azulejos publicitários num edifício de Abrantes.

Com as Invasões francesas, a corte portuguesa refugia-se no Brasil e o início do século XIX traz estagnação à produção de azulejos destinado a obras régias no território português. Porém, segundo J. M. Santos Simões, no Brasil o emprego do azulejo terá tido um desenvolvimento paralelo autónomo e, desde finais do século anterior, observava-se, especialmente ao norte do país, a aplicação do azulejo como revestimento total de fachadas de edifícios. Nos últimos anos, esta tese tem sido contestada, por falta de provas concretas. Ainda assim, refira-se que tal suposto fenómeno ocorrido no Brasil, teria tido a sua principal origem - ainda segundo Santos Simões - nas condições climáticas, pois o azulejo assume-se como elemento impermeável, protector contra chuvas intensas, possibilitando simultaneamente o arrefecimento do interior, por reflectir o calor. Contudo, esta causa, apontada por Santos Simões como mera hipótese explicativa e que foi tomada como tese provada nos seguintes, tem sido contestada por constituir uma visão simplista do fenómeno. Na tese de doutoramento de Ana Margarida Portela Domingues, de 2009, faz-se notar que os maiores núcleos da azulejaria de revestimento completo em fachadas nem sequer coincidem com as zonas mais quentes e chuvosas, não só em Portugal, como no Brasil. Por outro lado, a ideia de que estes primeiros supostos revestimentos oitocentistas, no Brasil, eram inicialmente a branco e depois desenvolveram-se para padrões simples a duas cores, também não está provada e parece reflectir certa confusão entre revestimentos para interiores (nomeadamente para cozinhas), e revestimentos para exteriores).
Com grande influência portuguesa, a cidade de São Luís, no Maranhão, preserva o maior aglomerado urbano de azulejos dos séculos XVIII e XIX, em toda a América Latina. No ano de 1997, o Centro Histórico da cidade foi declarado patrimônio cultural da humanidade pela UNESCO. São Luís também é conhecida como "Cidade dos Azulejos".

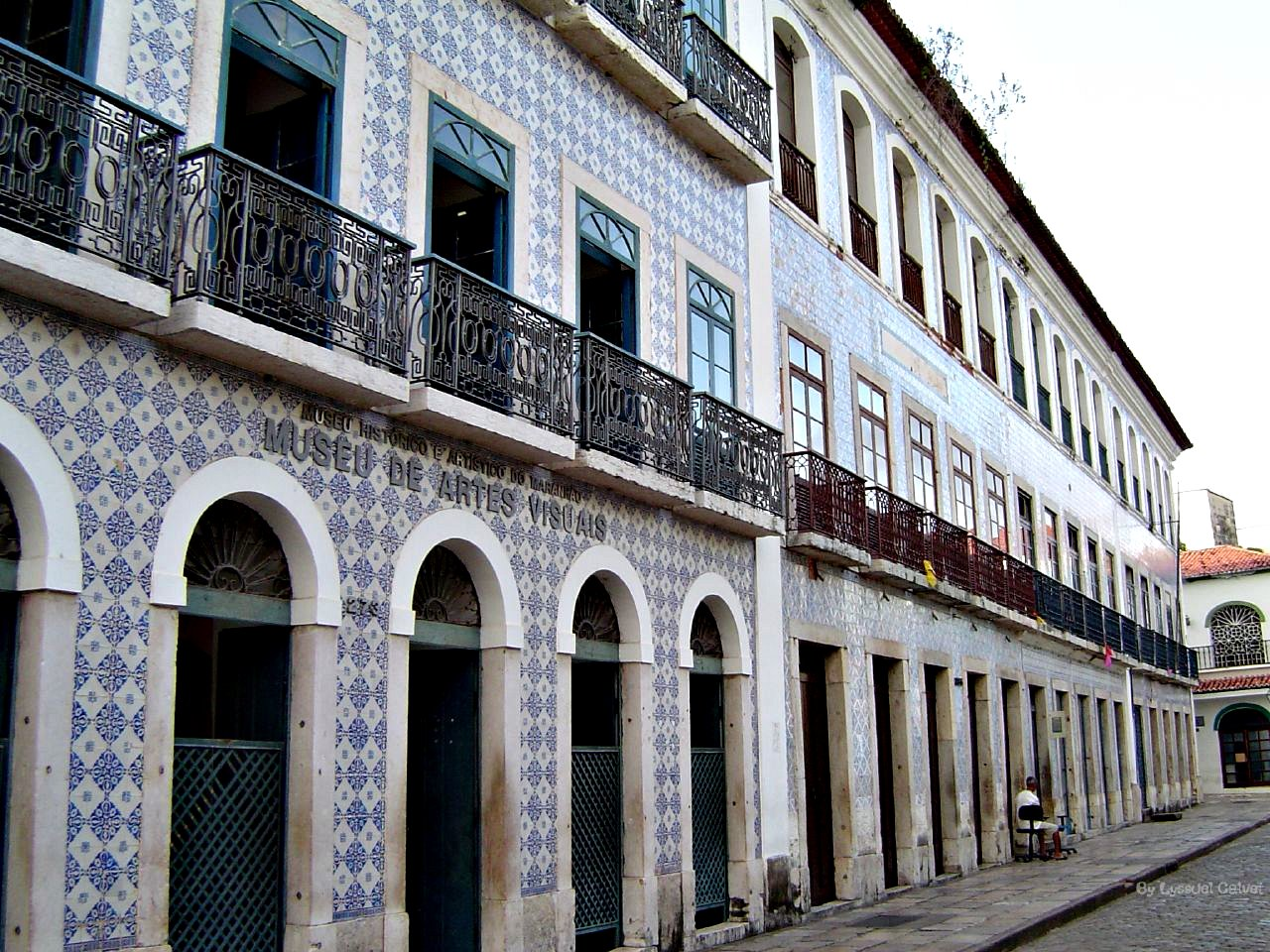
Fachada de azulejos do Museu de Artes Visuais, no Centro Histórico de São Luís (Maranhão).

A partir de alguns textos mais superficiais sobre a produção de azulejos, infere-se que a decadência das oficinas de Lisboa resultou em que o fornecimento de azulejos para o Brasil tenha sido feito pela Inglaterra, França e Holanda. Porém, aquilo que tem sido demonstrado nos últimos anos, nomeadamente por CAVALCANTI / CRUZ, é que as primeiras fachadas azulejadas no Brasil tiveram azulejo português (salvo raras excepções) e só depois começou a surgir a influência inglesa, francesa, dos países baixos, e até mesmo espanhola. Aliás, a ideia, proposta provisoriamente por Santos Simões, de que a produção de azulejo em Portugal, sensivelmente após 1834, renasceu para fazer frente às encomendas brasileiras, tem sido colocada de lado nos últimos anos, por constituir uma falácia. Na verdade, os indícios que foram apresentados em estudos mais recentes (quer no Brasil - por Dora Alcântara, quer em Portugal - por Ana Margarida Portela Domingues), demonstram que a produção do azulejo em Portugal não renasceu de um qualquer declínio, mas sim, foi-se alterando nos pressupostos estéticos e de aplicação. E isso não sucedeu por causa da procura brasileira, até porque as primeiras fachadas principais brasileiras totalmente revestidas com azulejos não são mais antigas que as suas congéneres portuguesas. Por conseguinte, foi a procura portuguesa, e não brasileira, que motivou um novo tipo de produção azulejar, a qual, no Brasil, foi também copiada e, inicialmente, sobretudo por migrantes portugueses, recorrendo à produção das fábricas portuguesas.

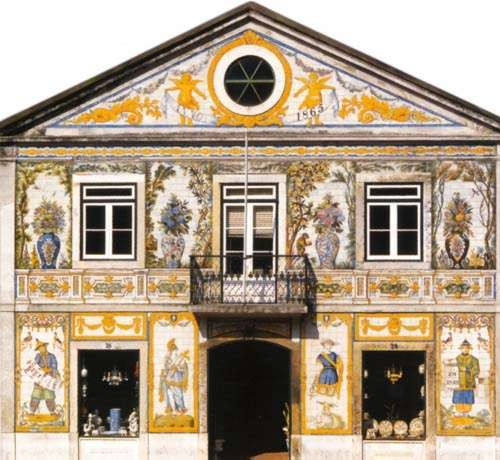
Fábrica Viúva Lamego, Lisboa.

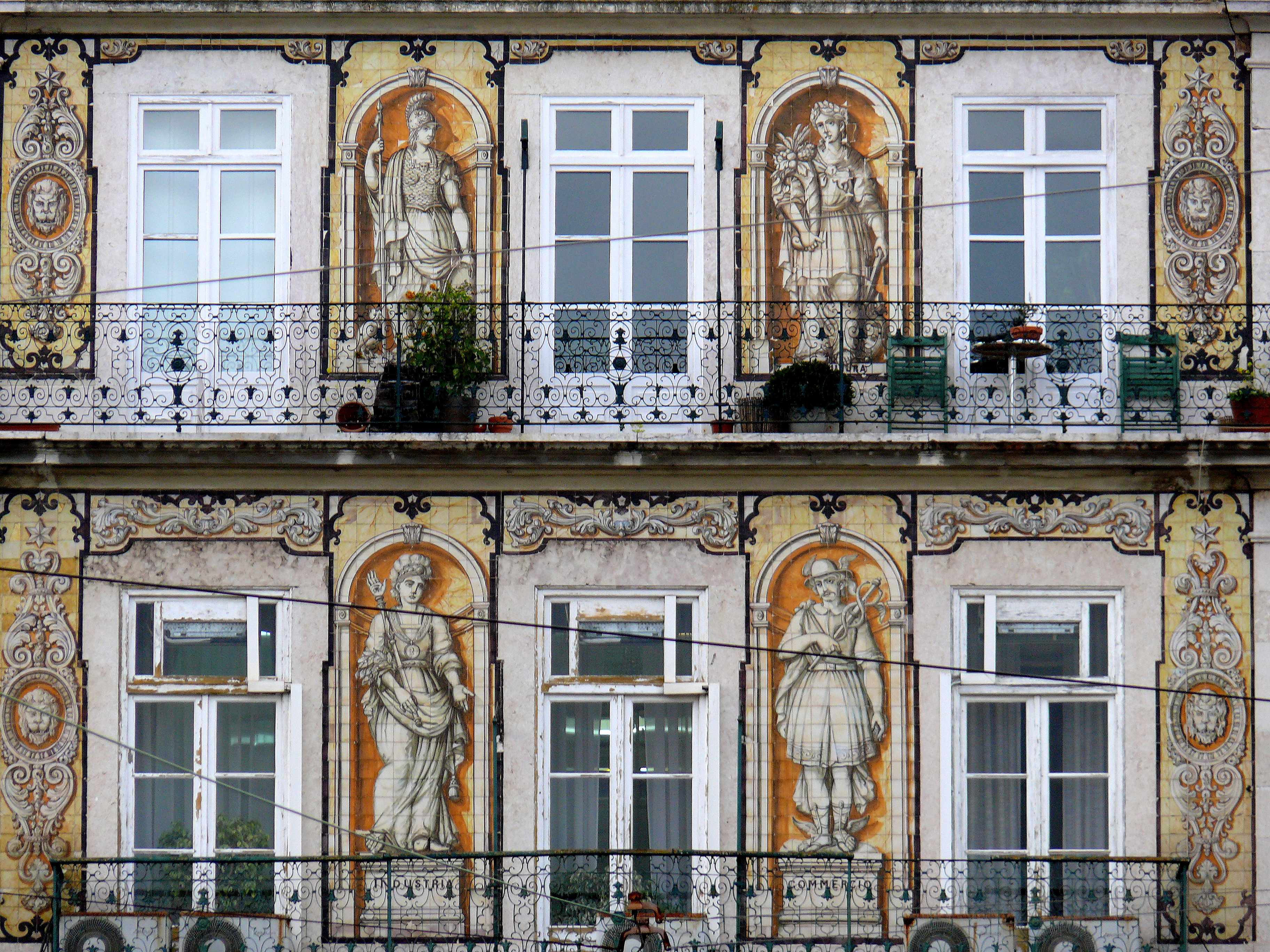
Casa do Ferreira das Tabuletas - Rua da Trindade - Lisboa.

Daí que outro lugar-comum, já colocado de parte nos últimos anos, é o de que, com o regresso de um grande número de migrantes portugueses enriquecidos ao território de Portugal, o gosto pelas fachadas totalmente azulejadas teria sido implementado em Portugal, principalmente na região do Porto. Na realidade, tal gosto era português, e não brasileiro. Por outro lado, não é correcto reduzir o fenómeno da azulejaria de fachada a uma região, pois trata-se de um fenómeno urbano e tendencialmente cosmopolita, razão pela qual o maior mercado de azulejaria de fachada foi a própria cidade de Lisboa.
As fachadas revestidas a azulejo produzido através dos novos métodos de produção semi-industriais e industriais (nomeadamente a estampilhagem), provocaram diferentes reacções. Por um lado, foram encaradas como uma deturpação dos revestimentos que pertenciam ao intimismo do interior da habitação. Por outro lado, reconheceu-se o seu potencial de valorização estética dos exteriores, facto que, hoje em dia, ainda é mais notório, constituindo uma imagem de marca da arquitectura urbana portuguesa do período romântico.
Esta questão do modo como, no Romantismo, se encaravam as fachadas azulejadas, durante anos enfermou de uma análise muito superficial e preconceituosa. Com base na sátira de alguns romancistas do período romântico mais avançado, expressões como "casas de penico", e outras, foram transformadas em verdades quase universais sobre o modo como o azulejamento completo de fachadas era entendido na época. Ora, recentemente, esta questão tem merecido análises mais aprofundadas, nomeadamente através da tese de doutoramento de Ana Margarida Portela Domingues. A autora demonstra que as apreciações negativas à azulejaria de fachada não eram generalizadas e tiveram o seu auge sobretudo em certas épocas, e em certos meios sociais, derivando sobretudo de alguns fatores, tais como: o modo como os padrões eram conjugados; o local onde eram aplicados; a conjugação dos azulejos com outros elementos estéticos exagerados, revelando possível mau-gosto; e, sobretudo, a datação dos azulejamentos, pois as elites começaram a entender o fenómeno do azulejamento completo de fachadas como excessivo, precisamente quando os novos-ricos e, depois, a classe média, se apropria de tal solução para revestir fachadas que, pelas suas características, não necessitavam de ser amenizadas.
Muitas das vezes coincidente com o fenómeno da azulejaria de fachada, foi o fenómeno da decoração de platibandas e balaustradas com elementos cerâmicos decorativos, desde os próprios balaústres, a vasos e estátuas alegóricas, assim como arabescos. Em alguns casos, também foram produzidos calões decorativos para beirais, que hoje são já peças bastante raras, podendo ser encontrados alguns exemplares em Portugal e no Brasil.
As principais fábricas portuguesas de produção de azulejos, na segunda metade do século XIX, foram: a Fábrica Roseira, a Fábrica da Calçada do Monte e a Fábrica Viúva Lamego - em Lisboa; a Fábrica de Santo António do Vale da Piedade, a Fábrica de Massarelos, a Fábrica Cerâmica do Carvalhinho e a Fábrica de Cerâmica das Devesas - no Porto / Vila Nova de Gaia.

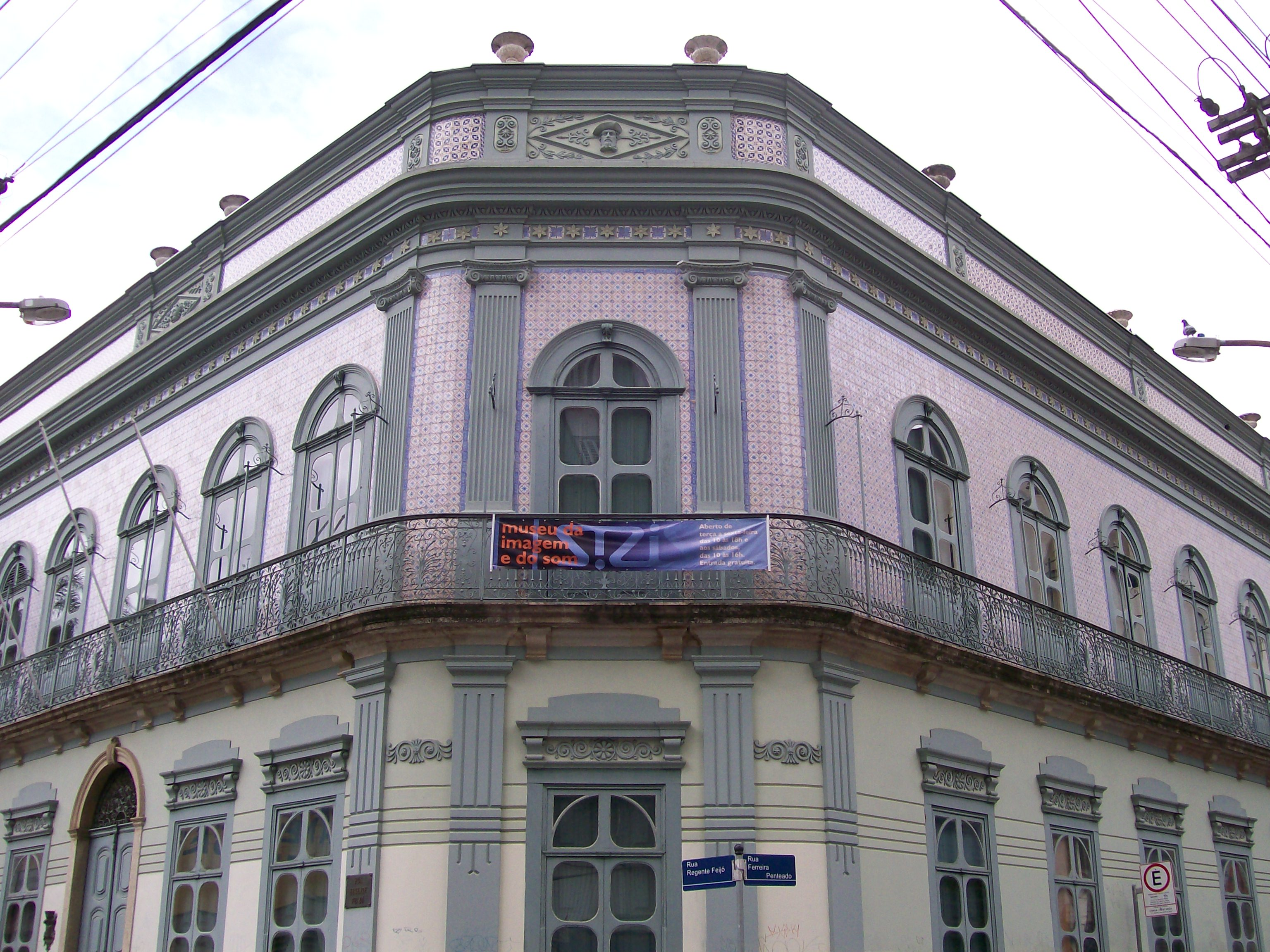
Palácio dos Azulejos, Campinas.

Com a introdução da linguagem romântica em Portugal é dado um maior realce à produção artística de diversas épocas anteriores, como se pode observar na obra de Luís Ferreira (conhecido também como Ferreira das Tabuletas), que combina os novos métodos com a temática do século anterior, ou do tardo-romântico Jorge Colaço, com ênfase no historicismo. Porém, esta evocação dos estilos antigos diz respeito sobretudo ao azulejo figurativo. O Romantismo, na azulejaria portuguesa, é feito sobretudo de azulejo de padrão, para amenizar fachadas urbanas, tal como o papel de parede foi introduzido, nessa mesma época, para amenizar os interiores (DOMINGUES, Ana Margarida Portela, 2009).
Entrando já no século XX são de referir desde logo Rafael Bordalo Pinheiro, com produções diversificadas, e Jorge Barradas, impulsionador da renovação no domínio da cerâmica e do azulejo. Em meados do século, Maria Keil realiza um vasto trabalho para as estações iniciais do metropolitano de Lisboa, mas devem também assinalar-se obras de Júlio Resende, Júlio Pomar, Sá Nogueira, Carlos Botelho, João Abel Manta e Eduardo Nery, entre outros.
Para preservar e estudar a azulejaria portuguesa foi criado o Museu Nacional do Azulejo.

### Século XX

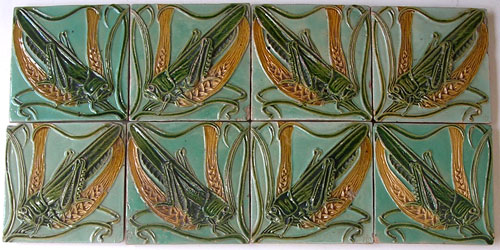
Rafael Bordalo Pinheiro, azulejos com gafanhotos, 1902
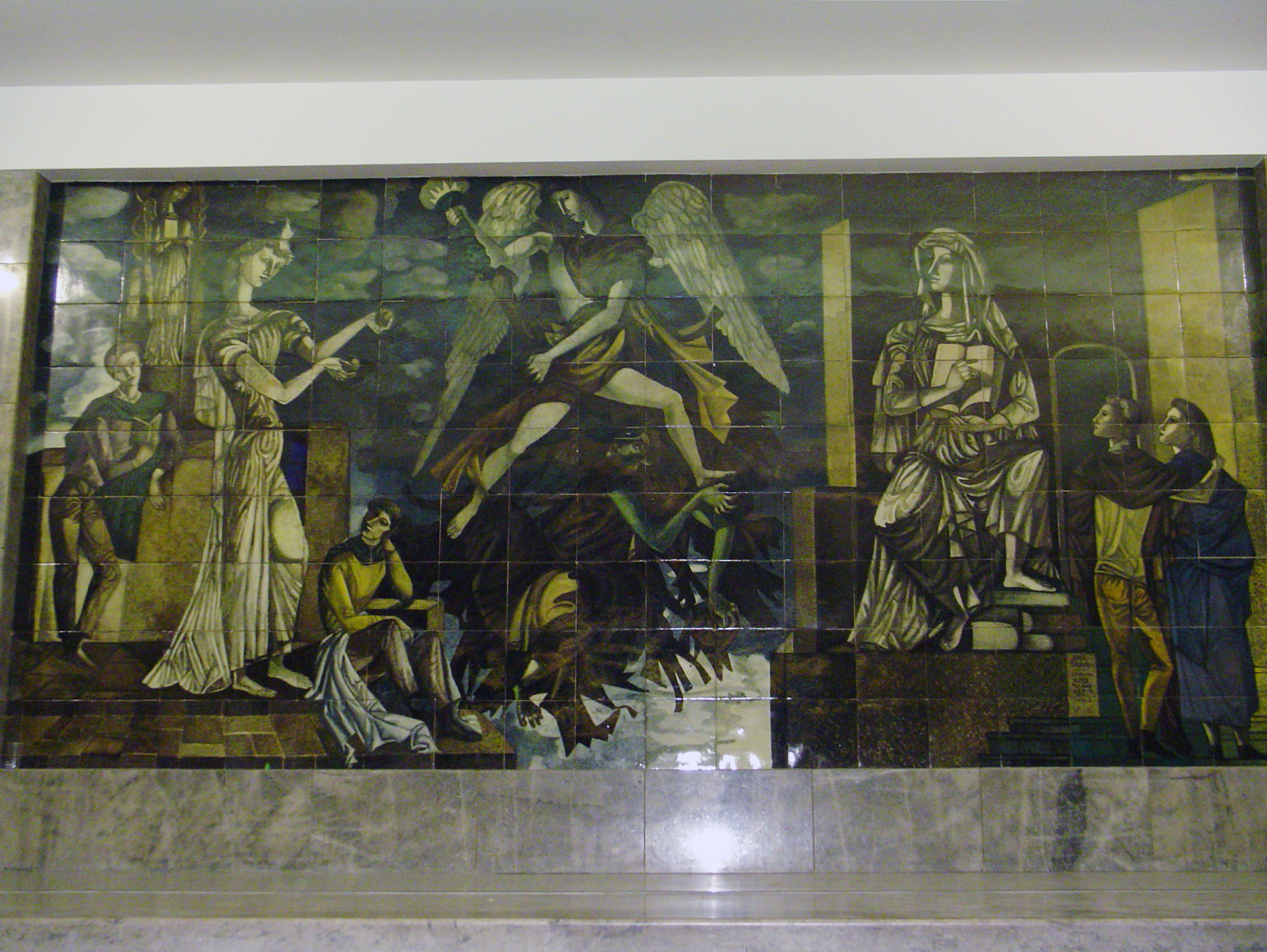
Jorge Barradas, painel de azulejos, 1957, Faculdade de Letras da Universidade de Lisboa
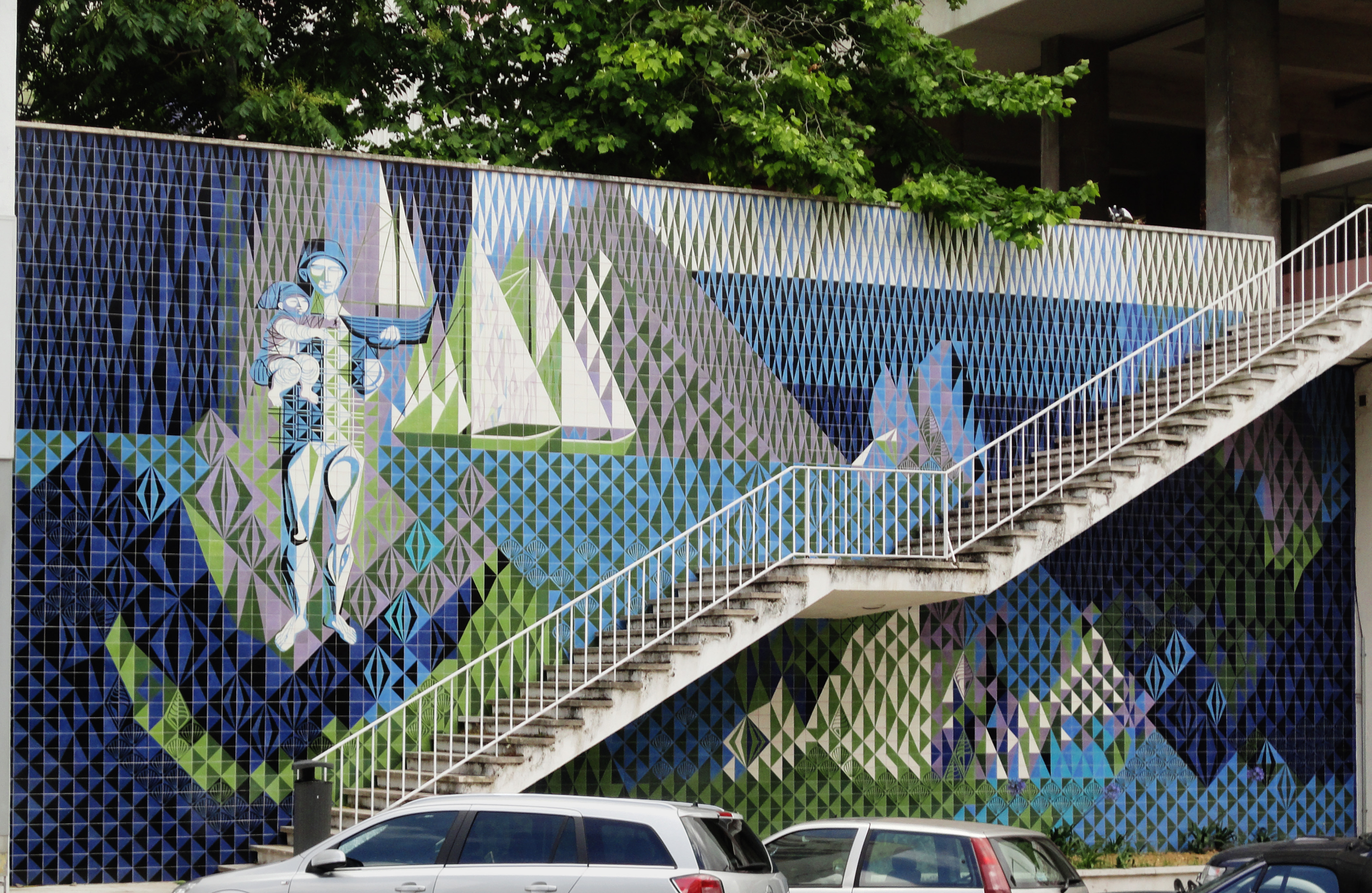
Maria Keil, O mar, 1958-59, painel de azulejos, Av. Infante Santo, Lisboa
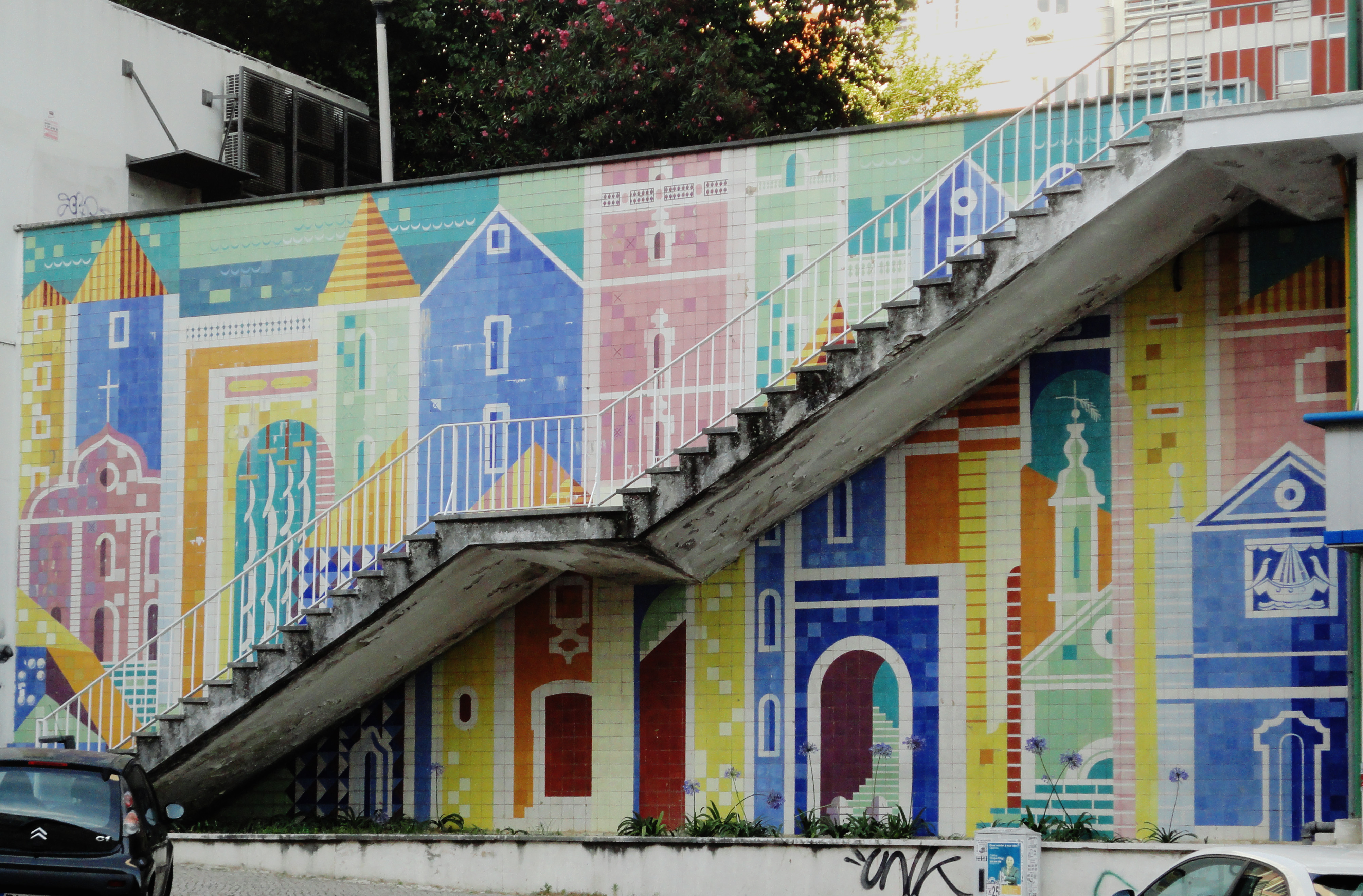
Carlos Botelho, painel de azulejos,1956-57, Av. Infante Santo, Lisboa
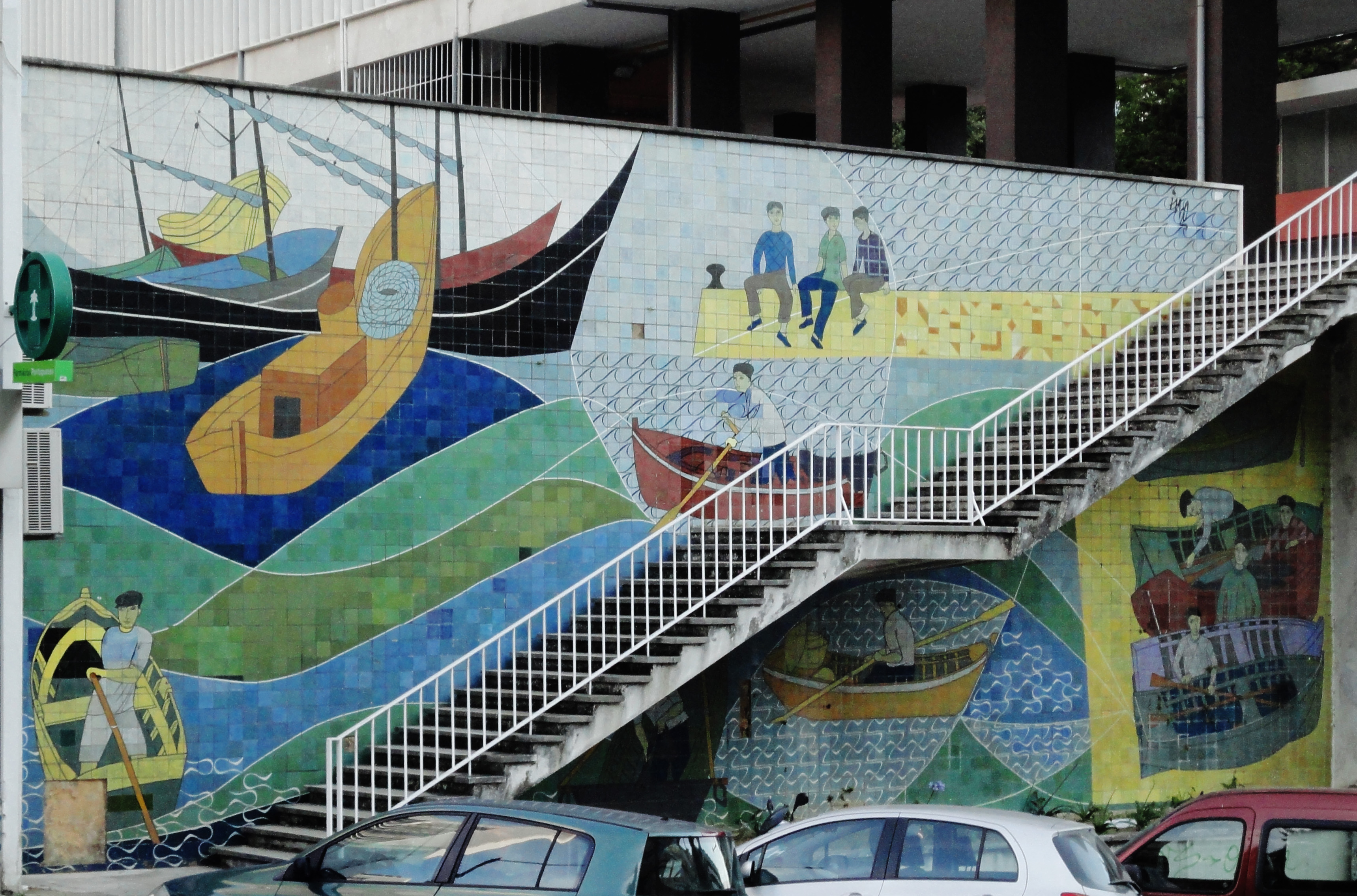
Sá Nogueira, painel de azulejos, c. 1959, Av. Infante Santo, Lisboa
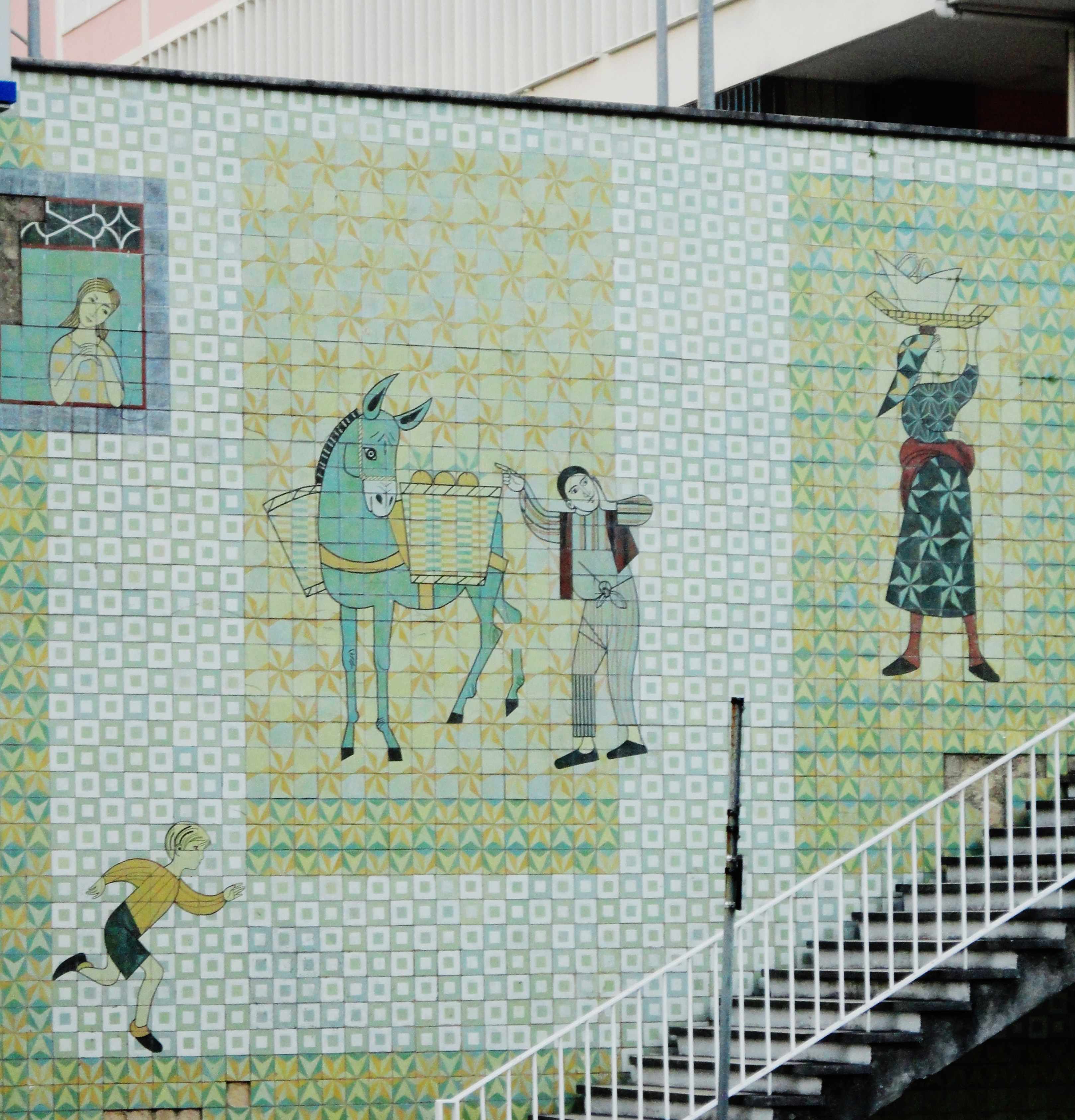
Júlio Pomar, painel de azulejos, c. 1958, Av. Infante Santo, Lisboa
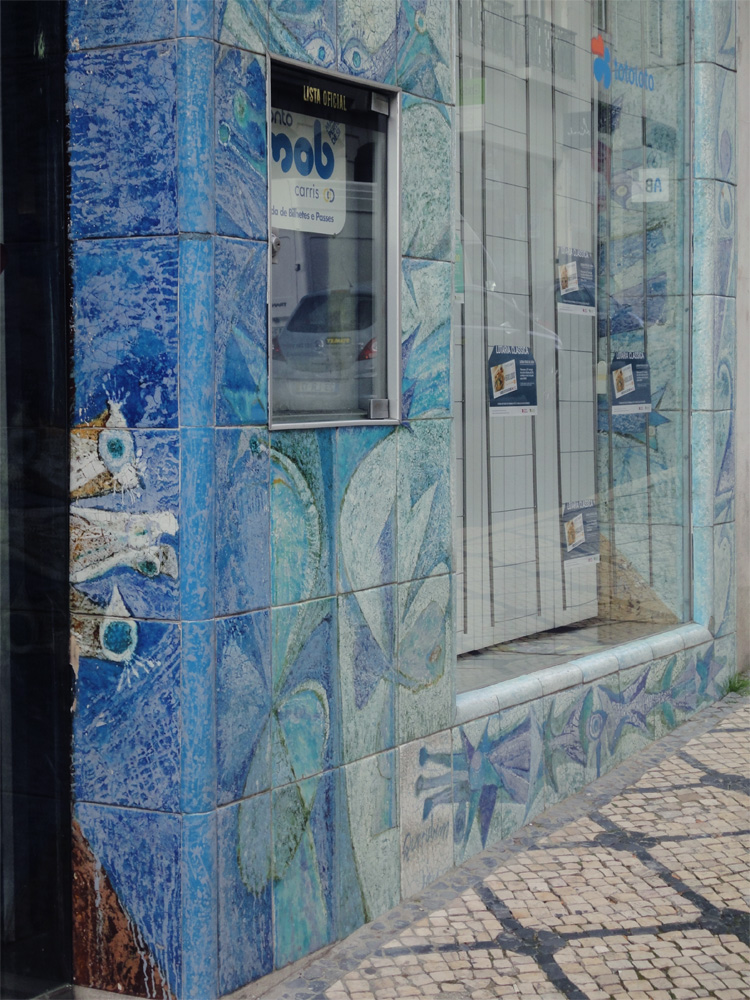
Querubim Lapa, revestimento de azulejos, Casa da Sorte, Lisboa, 1963
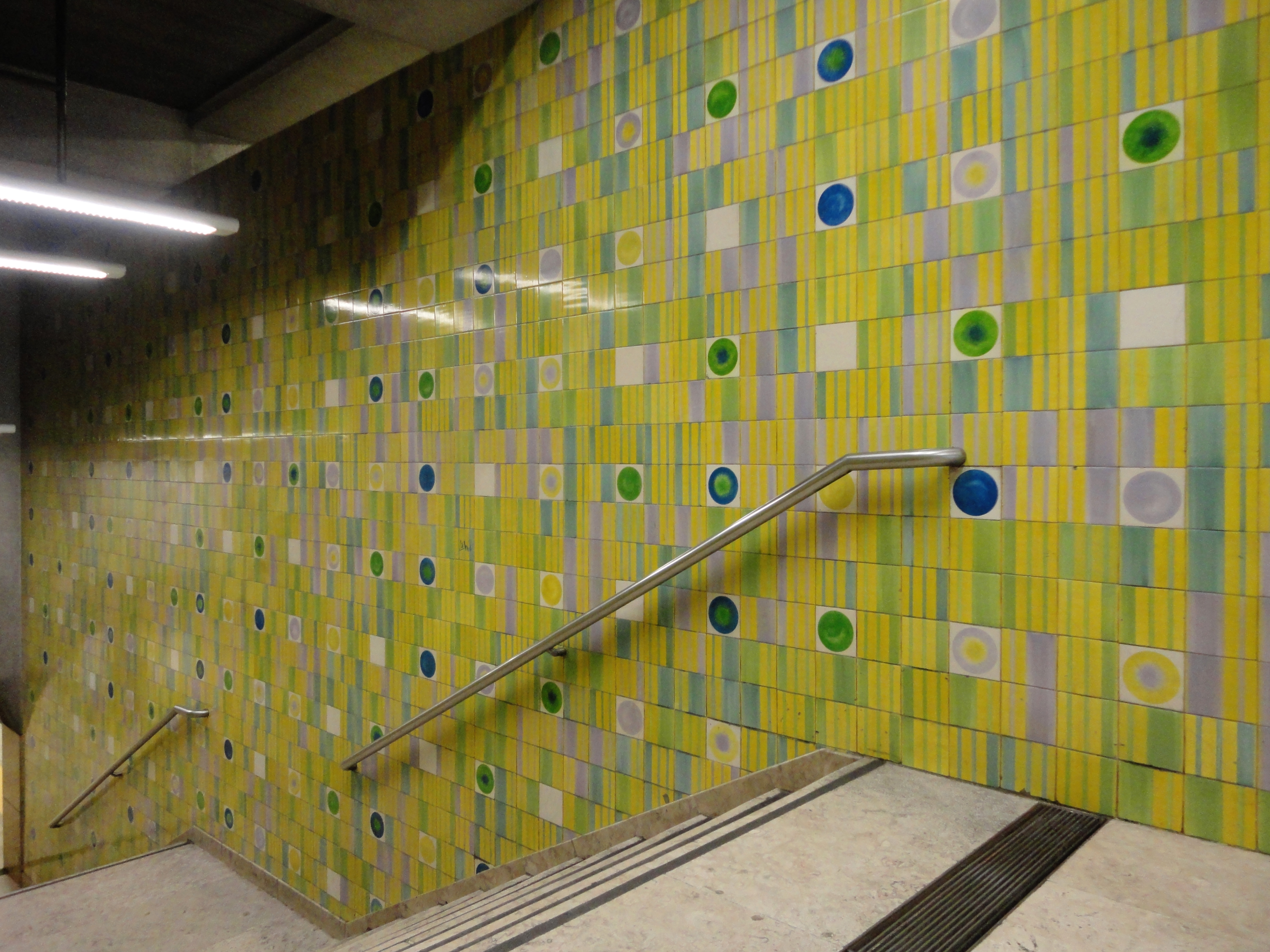
Maria Keil, paineis de azulejos, estação de metropolitano do Martim Moniz, Lisboa, c. 1971
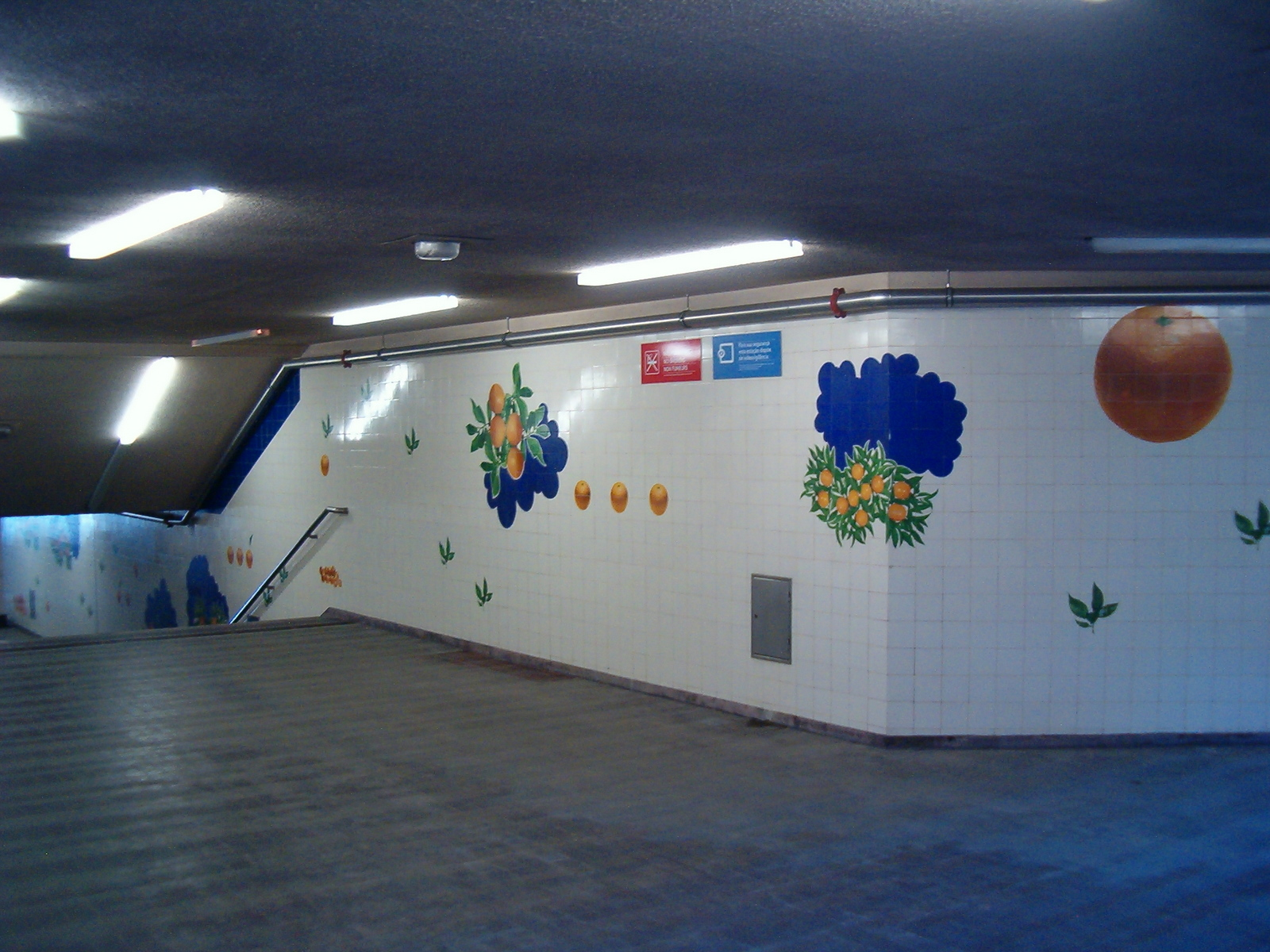
Sá Nogueira, painel de azulejos, estação de metropolitano das Laranjeiras, Lisboa
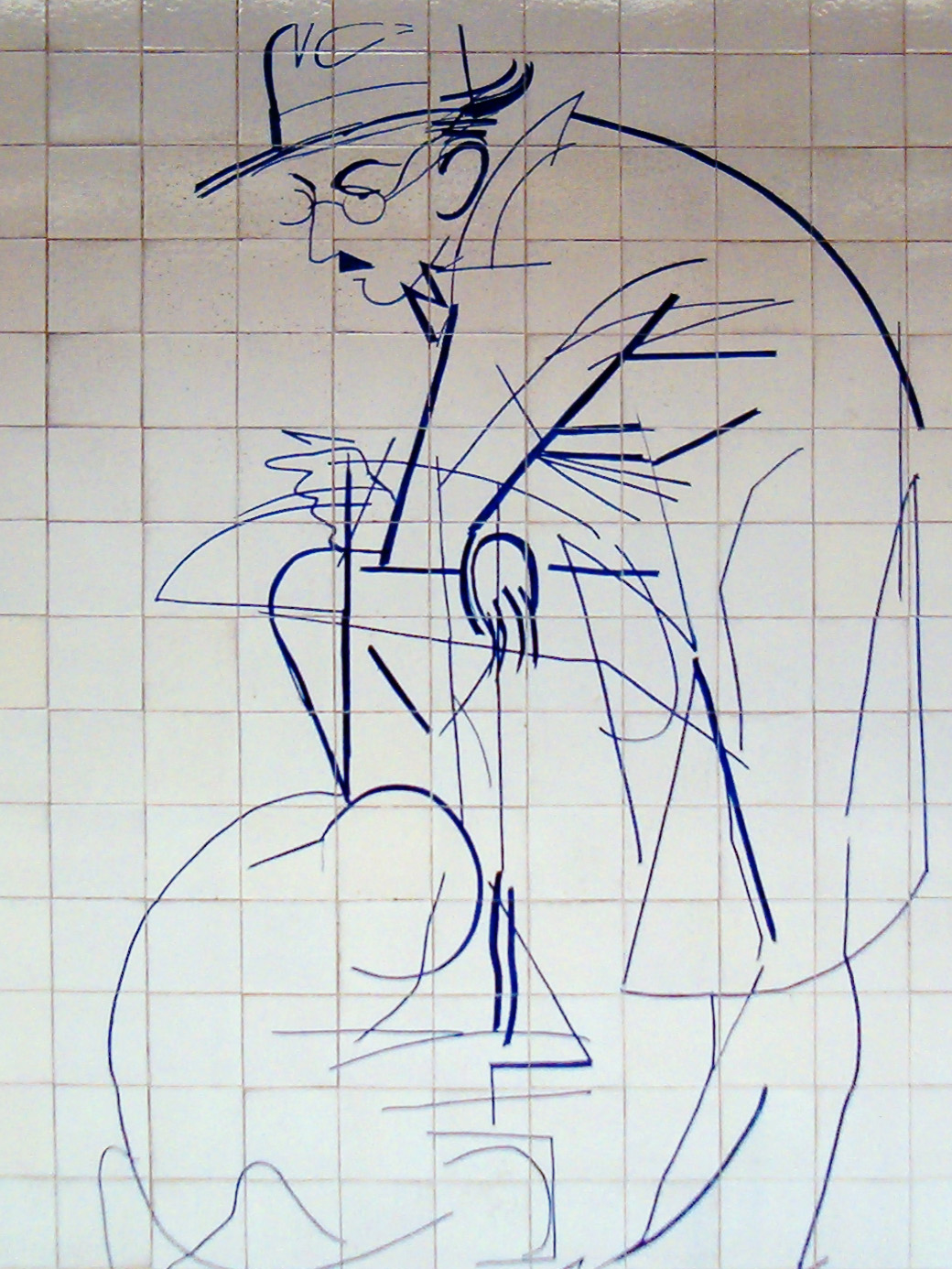
Júlio Pomar, painel de azulejos, c. 1989, estação de metropolitano do Alto dos Moínhos, Lisboa
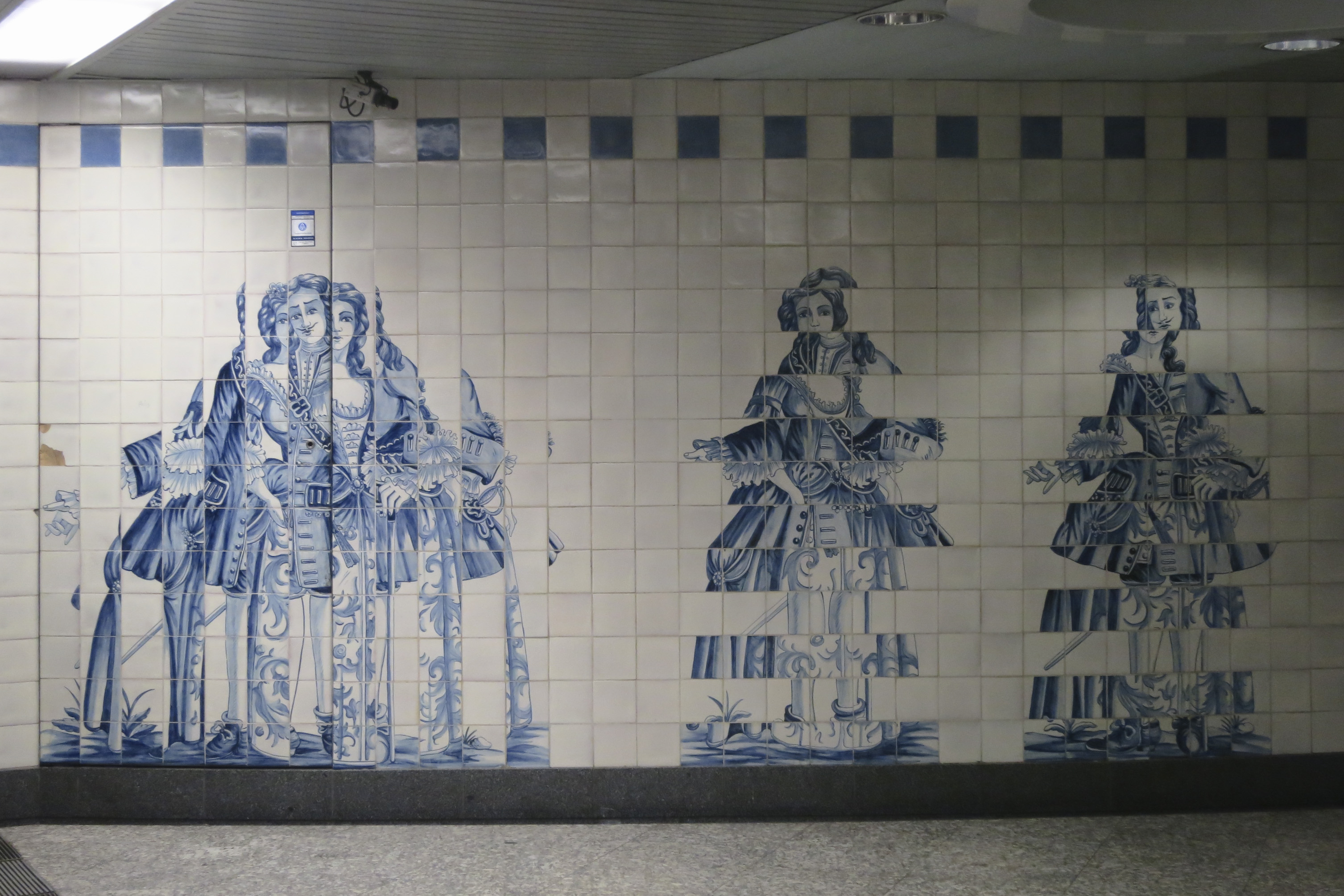
Eduardo Nery, paineis de azulejos, 1987-91 estação de metropolitano do Campo Grande, Lisboa
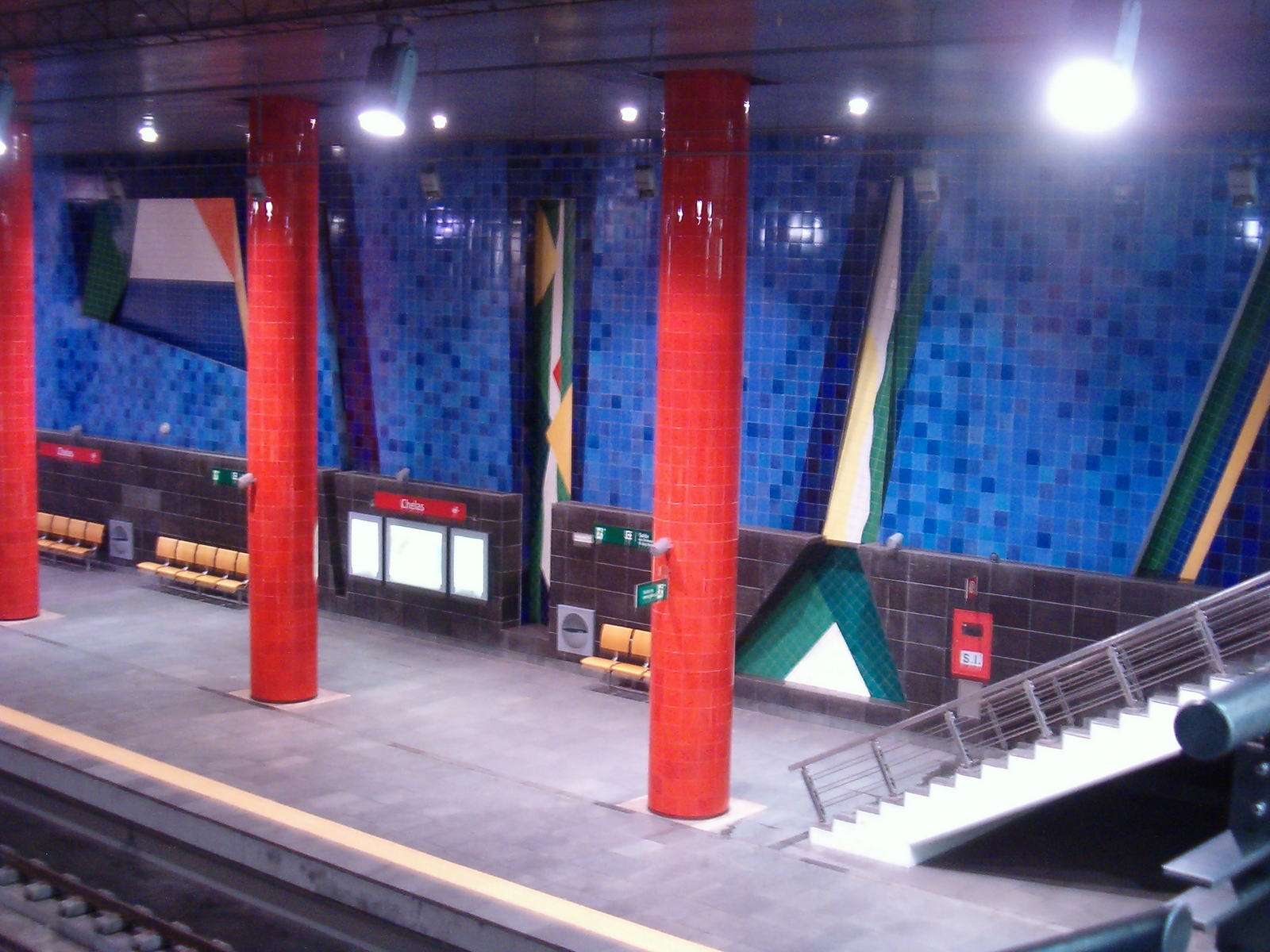
Estação de metropolitano de Chelas, Lisboa, com azulejos de Jorge Martins
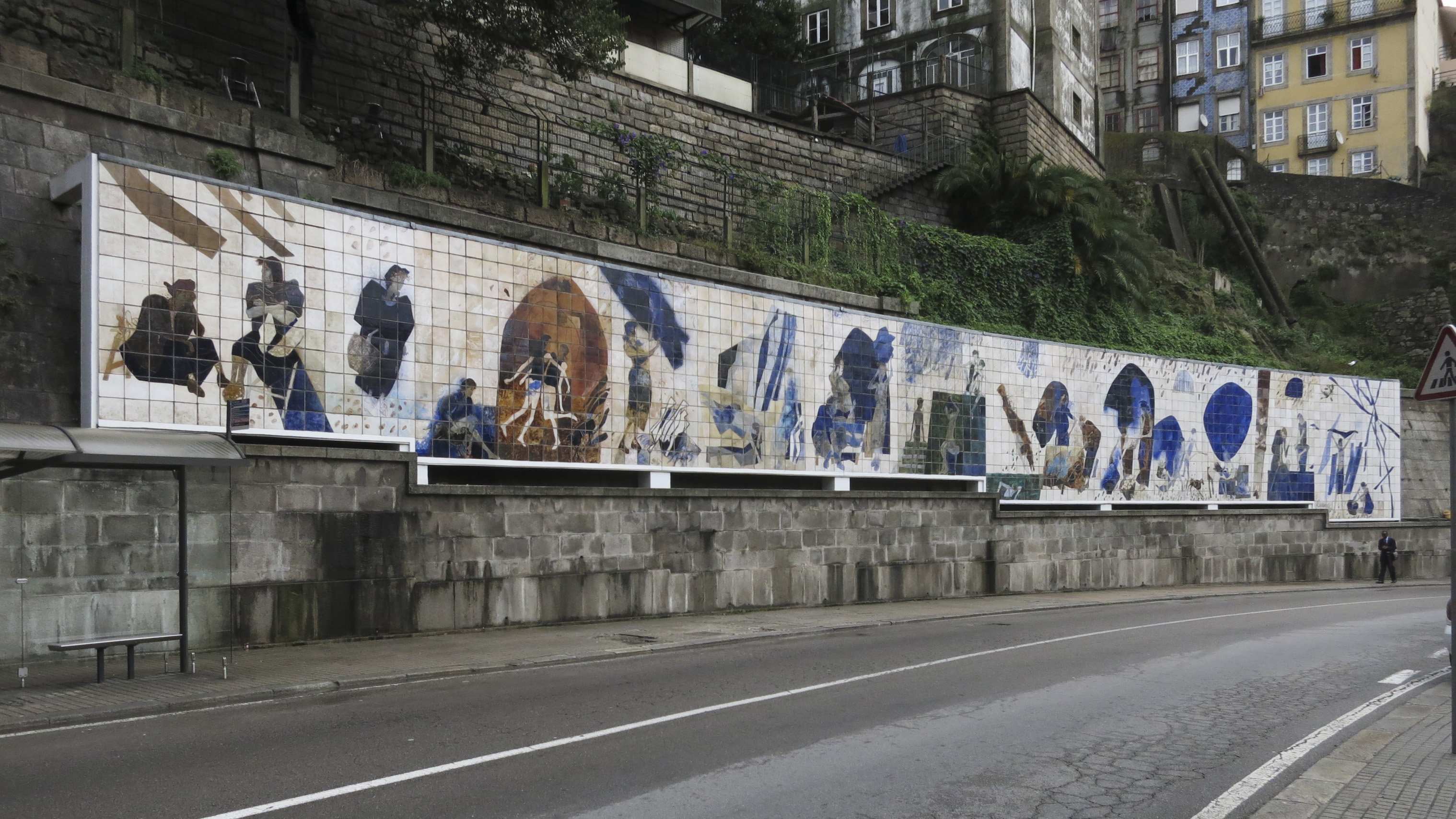
Júlio Resende, Painel da Ribeira Negra, 1983-85, painel de azulejos, Porto
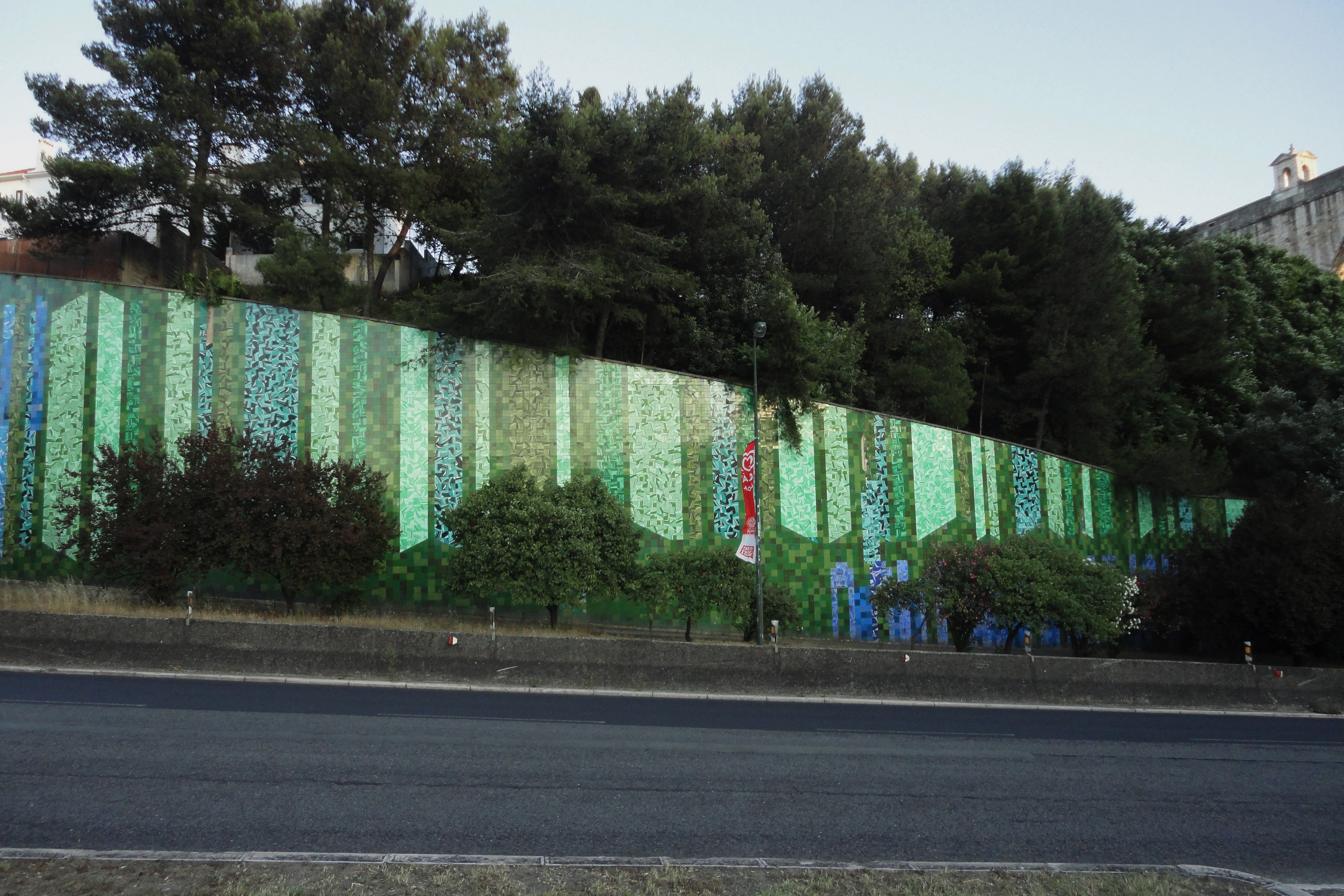
João Abel Manta, painel de azulejos, Avenida Calouste Gulbenkian, Lisboa.
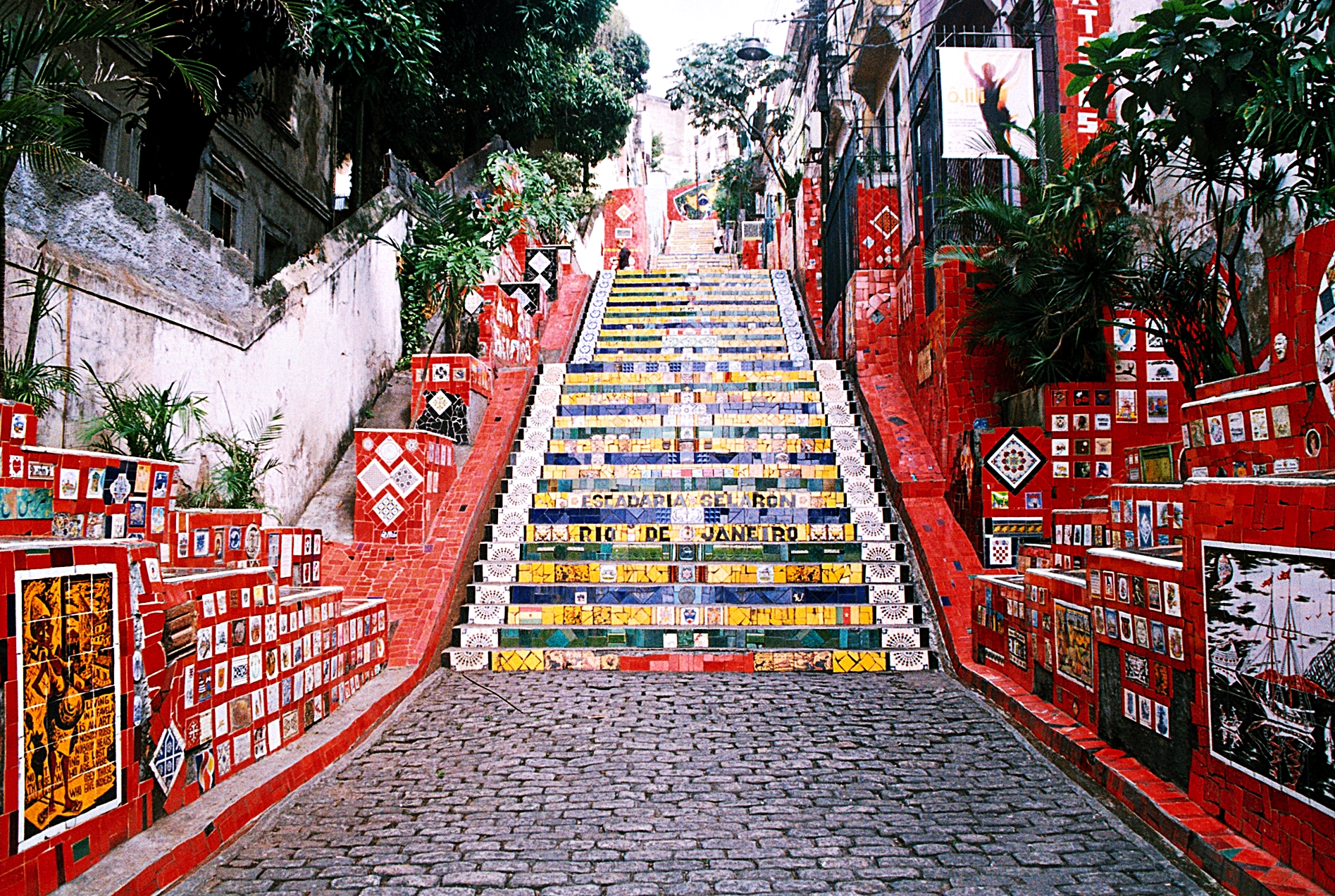
Escadaria Selarón, no bairro de Santa Tereza, Rio de Janeiro
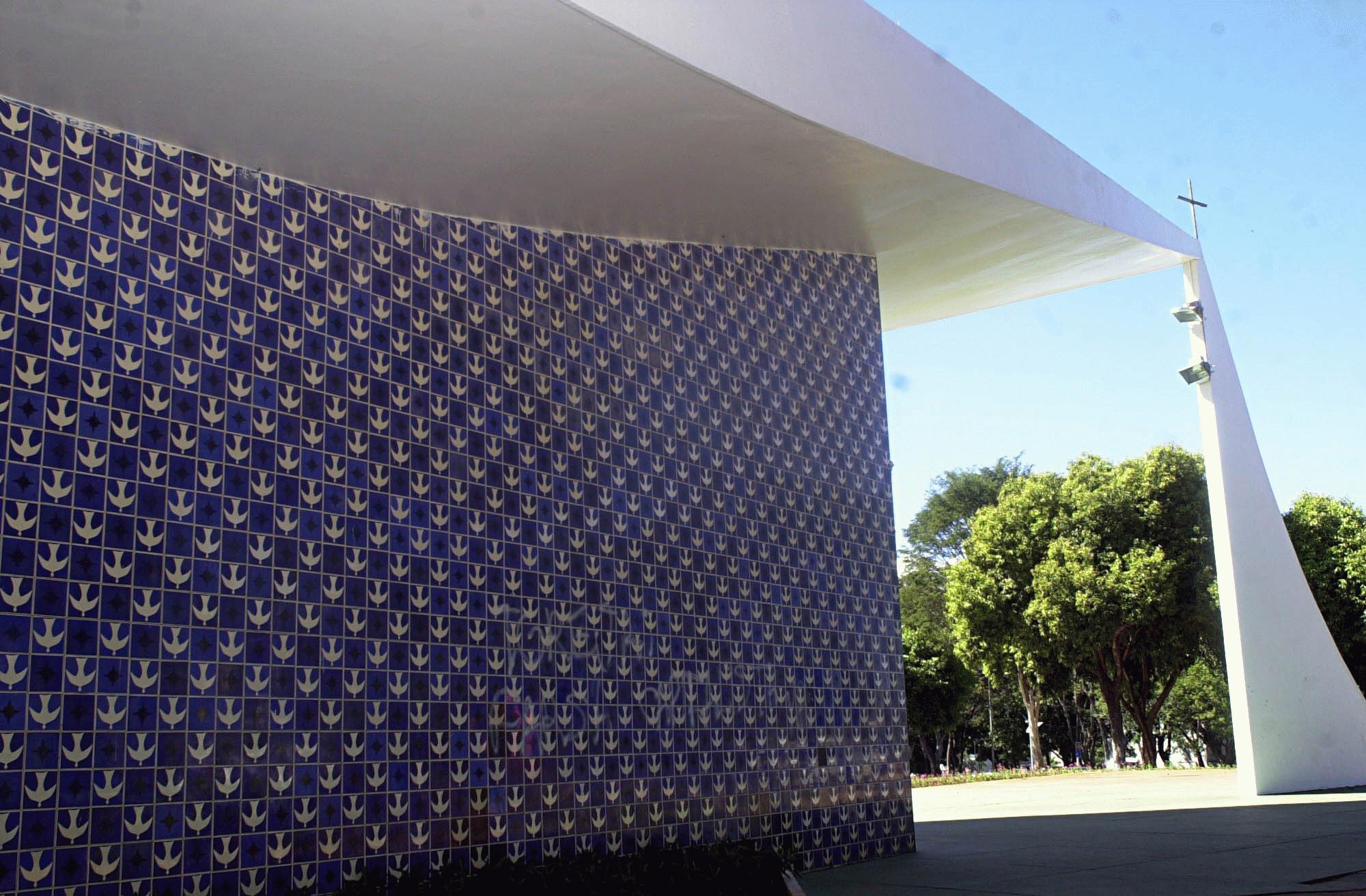
Painel de azulejos da Igreja Nossa Senhora de Fátima, Brasília

### No Brasil
- ALCÂNTARA, Dora Monteiro e Silva de. Azulejos portugueses em São Luiz do Maranhão. Rio de Janeiro: Fontana : Fundação Luiz La Saigne, 1980.
- ALCÂNTARA, Dora Monteiro e Silva de. «Clochers au-dessus des toits dans le Brésil colonial», in BALANDA, Élisabeth de; ECHEVERRIA, Armando Uribe (dirs.). Les métamorphoses de l'azur: l'art de l'azulejo dans le monde latin. Paris: Ars Latina, 2.ª ed., 2002, p. 93-109.
- ALCÂNTARA, Dora Monteiro e Silva de; BRITO, Stella Regina Soares de; SANJAD,  Thais Alessandra Bastos Caminha. Azulejaria em Belém do Pará : inventário - arquitetura civil e religiosa - século XVIII ao XX. Brasília: Instituto do Patrimônio Histórico e Artístico Nacional, 2016. ISBN 978-85-7334-291-8
- CAVALCANTI, Sylvia Tigre de Holanda; CRUZ, António de Menezes. O azulejo na arquitetura civil de Pernambuco. Século XIX. São Paulo: Metalivros, 2002.
- MORAIS, Frederico; FERREIRA, Ana Gomes; GOUVEIA, José Eduardo Melo (fot.). Azulejaria contemporânea no Brasil. São Paulo: Editoração Publicações e Comunicações, 1988.
- SIMÕES, João Miguel dos Santos.
  - «Azulejaria no Brasil», in Revista do Patrimônio Histórico e Artístico Nacional, n.º 14, Rio de Janeiro, 1959, pp. 9-18.
  - «Azulejos holandeses no convento de Santo António do Recife», in Cadernos de Arte do Nordeste, n.º 3, Recife, Amigos da DPHAN, 1959.
  - «Presença e continuidade do azulejo português no Brasil», in Colóquio-Artes, n.º 9, Lisboa, Fundação Calouste Gulbenkian, junho de 1960, pp. 16-21.
  - «The influence of Dutch tiles in Portugal and Brasil», in Fliesen, BERENDSEN, Anne (coord.) Munique, 1964, pp. 177-185.
  - Azulejaria portuguesa no Brasil, Lisboa, Fundação Calouste Gulbenkian, 1965.
  - «Azulejaria portuguesa no Brasil», in O Instituto, vols. 129-130, Coimbra, 1967, pp. 103-106.
  - «Mais azulejos portugueses no Brasil», in Colóquio-Artes, n.º 53, Lisboa, Fundação Calouste Gulbenkian, abril de 1969, pp. 10-12.
  - « Iconografia lisboeta em azulejo no Brasil : vistas de Lisboa em painéis de azulejos na cidade do Salvador», in Oceanos, n.º 36-37, 1998-1999, pp. 20-51.

### Em Portugal

#### Geral
- DOMINGUES, Ana Margarida Portela - A ornamentação cerâmica na arquitetura do Romantismo em Portugal. Tese de Doutoramento em História da Arte apresentada à Faculdade de Letras da Universidade do Porto. Porto, 2009.
- FLOR, Susana Varela (coord. cient.). A herança de Santos Simões : novas perspectivas para o estudo da azulejaria e da cerâmica. Lisboa: Colibri, 2014. ISBN 978-989-689-400-9
- KOEPF, Hans; BINDING, Günther. Bildwörterbuch der Architektur. Estugarda, Alfred Kröner Verlag, 1999. ISBN 3-520-19403-1
- LOPES, Vítor Sousa. «Contribuição para o conhecimento da atividade fabril do azulejo em Portugal» in Museu, IV série, n.º 8, 1999, pp. 199-232.
- LOPES, Vitor Sousa. Testemunhos nas paredes: ensaios de azulejaria. Lisboa: A. C. D. Editores, 2001. ISBN 972-97444-8-3.
- MECO, José. O Azulejo em Portugal. Lisboa: Publicações Alfa, 1993.
- PAIS, Alexandre Nobre e outros. A arte do azulejo em Portugal. Lisboa: Instituto Camões, 2002. ISBN 972-566-223-7.
- PORTUGAL, Comissão Nacional para as Comemorações dos Descobrimentos Portugueses. O azulejo em Portugal no século XX. Lisboa: Comissão Nacional para as Comemorações dos Descobrimentos Portugueses, 2000. ISBN 972-787-009-0.
- SABO, Rioletta, FALCATO, Jorge Nuno. Azulejos in Portugal – Fliesendekor in Palästen, Gärten und Kirchen. Munique, Hirmer Verlag, 1998. ISBN 3-774-7640-4 Erro de parâmetro em {{ISBN}}: comprimento
- SIMÕES, João Miguel Santos:
  - Azulejaria em Portugal nos séculos XV e XVI: introdução geral. Lisboa: Fundação Calouste Gulbenkian, 2.ª ed., 1990. ISBN 972-678-024-1.
  - Azulejaria em Portugal no século XVII. 2.ª ed., revista e actualizada, Lisboa: Fundação Calouste Gulbenkian, 1997.
    - Tomo I: Tipologia.
    - Tomo II: Elenco.

  - Azulejaria em Portugal no século XVIII. Lisboa, Fundação Calouste Gulbenkian, 1979.
  - Estudos de azulejaria. Lisboa, Imprensa Nacional-Casa da Moeda, 2001. ISBN 972-27-1072-9.
- TRINDADE, Rui André Alves. Revestimentos cerâmicos portugueses: meados do século XIV à primeira metade do século XVI. Lisboa: Edições Colibri, 2007. ISBN 978-972-772-695-0.

#### Específica

##### Açores
- SIMÕES, João Miguel Santos Simões. Azulejaria portuguesa nos Açores e na Madeira. Lisboa: Fundação Calouste Gulbenkian, 1963.

##### Beja
- MONTEIRO, Florival Baiôa, A Azulejaria do Convento de Nossa Senhora da Conceição de Beja. Beja, Planície Dourada, 2001.

##### Caldas da Rainha
- MACHADO, João Saavedra. Azulejos do Hospital Termal das Caldas da Rainha: séculos XVI-XVIII. Caldas da Rainha: Museu de José Malhoa, 1987.

##### Elvas
- GAMA, Eurico. Azulejaria Elvense. Elvas: s.l., 1985.

##### Évora
- CÂMARA, Maria Alexandra Gago da. Azulejaria barroca em Évora : um inventário. Évora: Universidade de Évora, 1999. ISBN 972-778-017-2
- MENDEIROS, José Filipe. Os azulejos da Universidade de Évora. Évora: Universidade de Évora, 2002.

##### Lagoa
- REIS, João Vasco. Horizontes de azul : azulejaria e iconografia : registos de santos no concelho de Lagoa. Lagoa: Câmara Municipal de Lagoa, 2018.

##### Lisboa
- ARRUDA, Luísa. Caminho do Oriente: Guia do Azulejo. Lisboa: Livros Horizonte, 1998. ISBN 972-24-1042-3[6]
- BERGER, José Paulo Ribeiro; GARCIA, Francisco. A azulejaria no Exército : pátio dos canhões. Lisboa: Estado-Maior do Exército, 2013. ISBN 978-989-8708-00-7
- MECO, José. «Azulejos de Gabriel del Barco na região de Lisboa: período inicial, até cerca de 1691», in Boletim Cultural da Assembleia Distrital de Lisboa, n.º 85, 1979, pp. 69–124.
- MECO, José. Azulejos de Lisboa : exposição promovida pela Câmara Municipal : responsável pela organização Museu da Cidade". Lisboa : Câmara Municipal de Lisboa, 1984.
- PINA, Madalena Esperança. Traços da medicina na azulejaria de Lisboa. Casal de Cambra: Caleidoscópio, 2010. ISBN 978-989-658-054-4
- SABO, Rioletta; FALCATO, Jorge Nuno Falcato; LEMONNIER, Nicolas (fotografias). Azulejos: arte e história: azulejaria de palácios, jardins e igrejas em Lisboa e arredores. Lisboa, Edições INAPA, 1998, ISBN 978-972-8387-31-2 Erro de parâmetro em {{ISBN}}: soma de verificação
- SILVA, Teresa Parra da; GOMES, Maria Manuela Malhoa; SILVA, Armando Roque da. São Bento renascido: conservação e restauro de azulejos do Palácio de São Bento. Lisboa: Assembleia da República, 2002. ISBN 972-556-381-8 Erro de parâmetro em {{ISBN}}: soma de verificação
- VELOSO, A. Barros; ALMASQUÉ, Isabel; CARDOSO, António Homem (fot.). Azulejos de fachada em Lisboa. Lisboa: Câmara Municipal de Lisboa, 1989.

##### Madeira
- SIMÕES, João Miguel Santos Simões. Azulejaria portuguesa nos Açores e na Madeira. Lisboa: Fundação Calouste Gulbenkian, 1963.

##### Montijo
- PIRES, Isabel; CARVALHO, Rosário Salema de. CÂMARA, Maria Alexandra Trindade Gago da (coordenação científica). O património azulejar do concelho de Montijo. Lisboa: Edições Colibri; Montijo, Câmara Municipal do Montijo, 2008. ISBN 978-972-772-817-6.

##### Oeiras
- MECO, José. Azulejaria do concelho de Oeiras : O Palácio de Pombal e a Casa de Pesca. s.l., 1982.

##### Portalegre
- SAPORITI, Teresa; LADEIRA, Raul (fot.). Azulejaria do distrito de Portalegre. Lisboa: s.n., 2006. ISBN 972-97653-3-2

##### Porto
- FÉLIX, Niza. Reflexo(s) do Porto : guia do azulejo na cidade.
- BACKHEUSER, Luiz Alberto Fresl. Os “Brasileiros” e a azulejaria exterior portuense do século XIX. Arquitextos, ano 6, fev. 2006. Disponível em: https://vitruvius.com.br/revistas/read/arquitextos/06.069/379

##### Póvoa de Varzim
- AMORIM, Sandra Araújo de. Azulejaria de Fachada na Póvoa de Varzim. Póvoa de Varzim : ed. a., 2.ª ed., 2001, ISBN 972-97058-0-1

##### Setúbal
- AA. VV. Património azulejar de Setúbal e Azeitão. Setúbal: Liga dos Amigos de Setúbal e Azeitão, 2008. ISBN 978-972-9339-09-7
- AA. VV. Património azulejar religioso de Setúbal e Azeitão. Setúbal: Liga dos Amigos de Setúbal e Azeitão, 2009. ISBN 978-972-9339-12-7

##### Vila Franca de Xira
- MANGUCCI, Celso. Quinta de Nossa Senhora da Piedade: história do seu palácio, jardins e azulejos. Vila Franca de Xira: Câmara Municipal de Vila Franca de Xira, 1998. ISBN 972-8241-18-6.
- RABAÇA, João José Martins. A azulejaria de exterior em Vila Franca de Xira. Vila Franca de Xira: Junta de Freguesia, 1993

##### Vila Viçosa
- SIMÕES, J. M. dos Santos. Os azulejos do Paço de Vila Viçosa. S.l.: Fundação da Casa de Bragança, 1946.
- TORRINHA, Joaquim Soeiro. «Azulejaria antiga de Vila Viçosa», in Cidade de Évora, n.º 45-46. Évora, 1963.

##### Outros
- MARTINS, Maria Filomena Silva. Azulejos do Juncal. S.l.: Editorial Diferença, 1997. ISBN 972-8393-03-2.